# Intelligenza artificiale

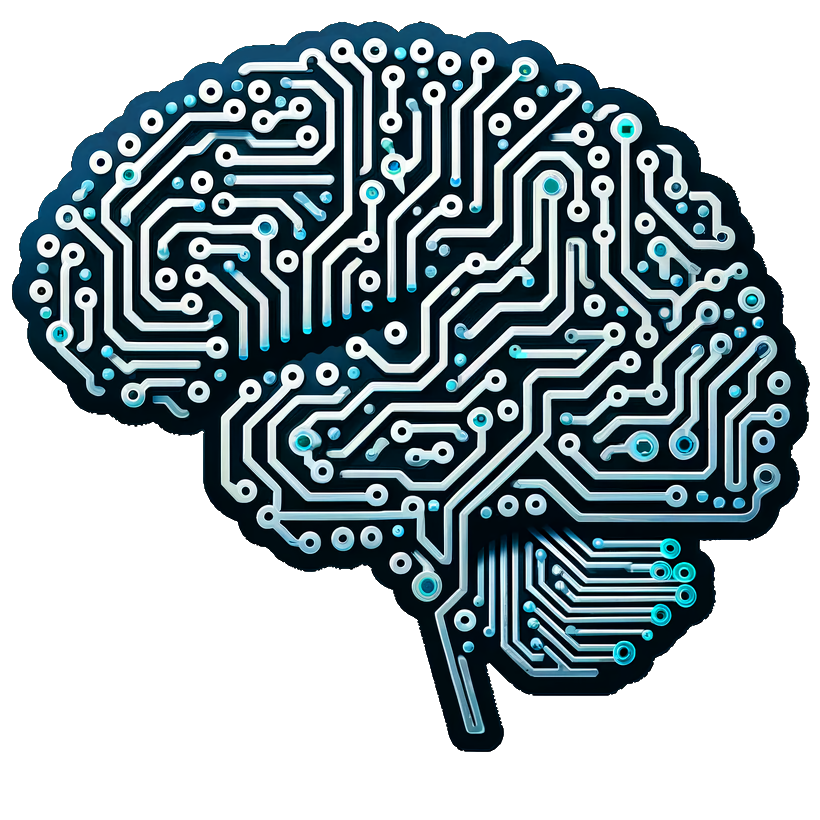
Rappresentazione generata dall'intelligenza artificiale DALL-E 3 di un cervello umano fatto di circuiti stampati

L'intelligenza artificiale (in sigla italiana IA o inglese AI) è la capacità o il tentativo di un sistema artificiale (tipicamente un sistema informatico o di un sistema di automazione) di simulare una generica forma di intelligenza artificiale.
Lo standard ISO/IEC 42001:2023 Information technology - Artificial intelligence Management System (AIMS) ha definito l'intelligenza artificiale come «la capacità di un sistema di mostrare capacità umane quali il ragionamento, l'apprendimento, la pianificazione e la creatività».
Con "intelligenza artificiale" viene chiamata spesso e impropriamente l'intelligenza artificiale generativa, che è invece solamente un particolare tipo di intelligenza artificiale, che ha lo scopo di creare testi, immagini, audio, video o altri contenuti rispondendo a richieste dell'utente.
L'etica dell'intelligenza artificiale è una disciplina discussa tra scienziati e filosofi, che presenta numerosi aspetti sia teorici che pratici. Molti (tra cui Stephen Hawking nel 2014) hanno messo in guardia riguardo ai pericoli dell'intelligenza artificiale, considerandola una minaccia per la sopravvivenza dell'umanità; altri l'hanno vista come un'opportunità per incrementare il benessere.

## Storia

### Dai calcolatori alle prime reti neurali artificiali
La nascita dell'intelligenza artificiale può essere fatta risalire all'avvento dei primi computer.

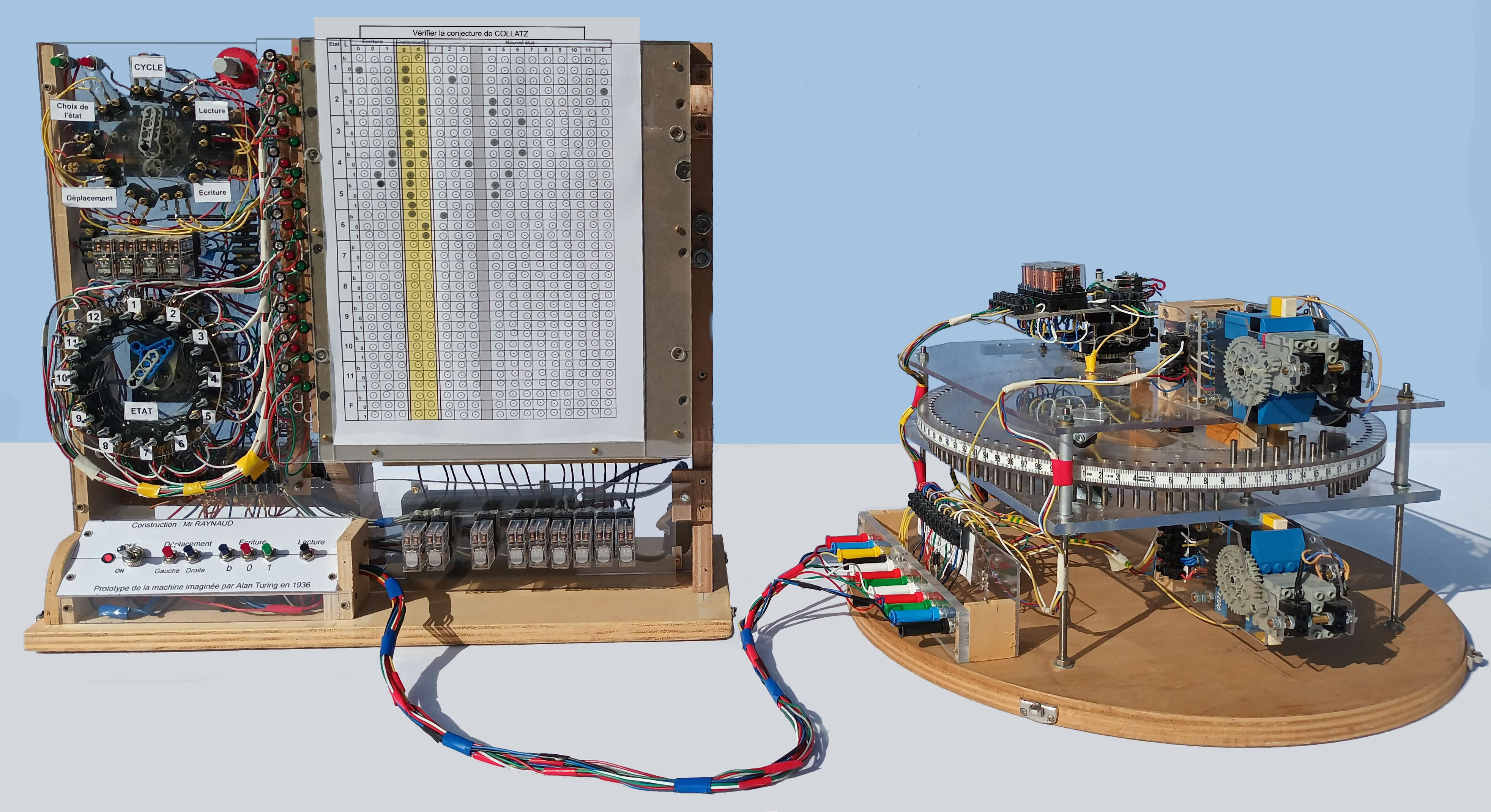
Prototipo di una macchina di Turing basato sull'articolo di Turing del 1936

Nel 1936 Alan Turing nel suo articolo On Computable Numbers, With An Application To The Entscheidungsproblem discute su alcuni concetti che sono alla base del funzionamento dei computer e quindi dell'intelligenza artificiale, quali la calcolabilità, la computabilità e il concetto di macchina di Turing.
Nel 1943 McCulloch e Pitts crearono ciò che viene ritenuto il primo lavoro inerente all'intelligenza artificiale. Tale sistema impiega un modello di neuroni artificiali nel quale lo stato di tali neuroni può essere “acceso” o “spento,” con un passaggio ad “acceso” in presenza di stimoli causati da un numero sufficiente di neuroni circostanti. McCulloch e Pitts dimostrarono che qualsiasi funzione computabile può essere rappresentata da qualche rete di neuroni, e che tutti i connettivi logici (“e”, “o”, ...) possono essere implementati da una semplice struttura neurale.

Un esempio di una semplice rete neurale artificiale

Nel 1950 Marvin Minsky e Dean Edmonds, studenti dell'università di Harvard, crearono la prima rete neurale artificiale, conosciuta con il nome di "SNARC" (Stochastic neural analog reinforcement calculator).

### Conferenza di Dartmouth
Nel 1956, nel New Hampshire, al Dartmouth College, si tenne un convegno al quale presero parte John McCarthy, Marvin Minsky, Claude Shannon e Nathaniel Rochester. Su iniziativa di McCarthy, un team di dieci persone avrebbe dovuto creare in due mesi una macchina in grado di simulare ogni aspetto dell'apprendimento e dell'intelligenza umana. Ad aderire a tale iniziativa furono alcuni ricercatori, tra cui anche Trenchard More di Princeton, Arthur Samuel di IBM, e Ray Solomonoff e Oliver Selfridge del MIT.
Nello stesso convegno i ricercatori Allen Newell e Herbert Simon presentarono un programma capace di qualche forma di ragionamento, conosciuto con il nome di "Logic Theorist", o LP, in grado di dimostrare teoremi partendo dai principi della matematica.
Sempre nello stesso convegno, McCarthy introdusse l'espressione "intelligenza artificiale".

### Primi programmi di intelligenza artificiale
Il programma creato da Newell e Simon permise loro di progredire e creare un programma chiamato General Problem Solver, o GPS. A differenza del LP, il GPS fu ideato con lo scopo di imitare i processi di risoluzione dei problemi utilizzati dagli esseri umani (nello specifico la cosiddetta "euristica mezzi-fini"). Nei ristretti casi nel quale il programma poteva operare, si notò che l'approccio con il quale il programma considerava gli obiettivi e le azioni era assimilabile a un umano. Negli stessi anni, presso l'IBM, Rochester con dei suoi colleghi cominciò a sviluppare altri programmi capaci di ragionamento.
Nel 1959, Herbert Gelemter creò il Geometry Theorem Prover, un programma in grado di dimostrare teoremi di geometria complessi.
L'anno precedente, presso il MIT, McCarthy definì il linguaggio di programmazione Lisp, che venne utilizzato ampiamente per la realizzazione dei sistemi di intelligenza artificiale. McCarthy scrisse inoltre un documento intitolato Programs with Common Sense, nel quale descrive un programma ideale, chiamato Advice Taker, che può essere visto come il primo sistema intelligente completo.

Esempio di "Gioco della vita"

Minsky, durante il suo periodo al MIT, coordinò la creazione di programmi per affrontare quelli che vengono chiamati "micro mondi", ovvero problemi limitati e descritti da asserzioni che richiedevano l'utilizzo di ragionamento per essere risolti. Tra questi, il programma di James Slagle del 1963, SAINT, era in grado di risolvere problemi riguardo al calcolo integrale in forma chiusa. Alla fine degli anni '60 risale "Gioco della vita", un automa cellulare sviluppato dal matematico inglese John Conway, che ha lo scopo di mostrare come comportamenti simili alla vita possano emergere da regole semplici e interazioni a molti corpi.
Tra le varie aspirazioni da parte dei ricercatori vi era principalmente quella di creare macchine in grado di esibire capacità di ragionamento simili a quelle umane. Ad esempio, Herbert Simon, nel 1957, stimò che nel giro di dieci anni ci sarebbero state macchine in grado di competere con i campioni di scacchi (previsione che si avvererà, ma dopo quarant'anni). Queste aspirazioni, però, dovettero scontrarsi con alcune difficoltà: prime fra tutte, l’assoluta mancanza di conoscenza semantica relativa ai domini trattati dalle macchine, in quanto la loro capacità di ragionamento si limitava a una vera manipolazione sintattica. A causa di questa difficoltà, nel 1966 il governo degli Stati Uniti d'America interruppe i fondi per lo sviluppo delle macchine traduttrici. Un ulteriore problema fu l'impossibilità del trattare molti problemi che l'intelligenza artificiale si era proposta. Questo perché si riteneva che “scalare” le dimensioni di un problema fosse solo una questione di hardware e memoria.
Questo tipo di ottimismo fu presto spento quando i ricercatori fallirono nel dimostrare teoremi a partire da più di una dozzina di assiomi. Si capì quindi che il fatto di disporre di un algoritmo che, a livello teorico, fosse in grado di trovare una soluzione a un problema non significava che un corrispondente programma fosse in grado di calcolarla effettivamente a livello pratico. Un terzo tipo di difficoltà furono le limitazioni alla base della logica, nel senso di ragionamento, dei calcolatori. Nel documento di Minsky e Papert, intitolato Perceptrons (1969), si mostrò che, nonostante un percettrone (una semplice forma di rete neurale) fosse in grado di apprendere qualsiasi funzione potesse rappresentare, un percettrone con due input non era in grado di rappresentare una funzione che riconoscesse quando i due input sono diversi.
Le difficoltà degli anni precedenti portarono a definire gli approcci adottati dalle macchine come: "approcci deboli", che necessitavano quindi di una conoscenza maggiore inerente al campo di applicazione. Nel 1969, grazie a Ed Feigenbaum (studente di Herbert Simon), Bruce Buchanam e Joshua Lederberg, venne creato il programma DENDRAL. Tale programma era in grado, a partire dalle informazioni sulla massa molecolare ricavate da uno spettrometro, di ricostruire la struttura di una molecola. 
Questo programma fu quindi il primo dei sistemi basati su un uso intensivo della conoscenza, che arrivarono più tardi a inglobare tutti i concetti teorizzati da McCarthy per l'Advice Taker. Successivamente, Feigenbaum cominciò insieme con altri ricercatori di Stanford l'Heuristic Program Project (HPP), al fine di estendere gli scenari applicativi di questi sistemi, cominciando con il sistema MYCIN nell'ambito delle diagnosi delle infezioni sanguigne. Si cominciò quindi a teorizzare dei sistemi conosciuti come "sistemi esperti", ovvero in grado di possedere una conoscenza esperta in un determinato scenario di applicazione. Si trattava di sistemi in cui l’uomo trasferiva direttamente la propria conoscenza alla macchina, stabilendo mediante regole logiche quali fossero le scelte da prendere in determinati contesti.

### Le prime applicazioni industriali
Il primo sistema di intelligenza artificiale utilizzato in ambito commerciale fu R1, utilizzato dalla Digital Equipment nel 1982. Lo scopo del programma era quello di aiutare a configurare gli ordini per nuovi computer. Nel 1986, fu in grado di far risparmiare alla compagnia 40 milioni di dollari all'anno. Anche la DuPont utilizzò sistemi simili, risparmiando circa dieci milioni di dollari all'anno. Negli anni '80 dello scorso secolo, quasi ogni grande azienda americana aveva un proprio sistema esperto in operazione e stava studiando sistemi più avanzati.
Nel 1981 in Giappone venne annunciato il progetto Fifth Generation, un piano di dieci anni con l'intento di costruire sistemi intelligenti basati su Prolog. In risposta, gli Stati Uniti d'America crearono la Microelectronics and Computer Technology Corporation (MCC), come consorzio di ricerca al fine di garantire la competitività a livello nazionale. In Inghilterra, il rapporto Alvey recuperò i fondi tagliati dal rapporto Lighthill, che nel 1973 portò il governo britannico alla decisione di interrompere il supporto verso la ricerca nell'ambito dell'intelligenza artificiale. Questi progetti però non raggiunsero gli scopi previsti.
L'industria dell'intelligenza artificiale raggiunse nel 1988 una cifra dell'ordine di miliardi di dollari, includendo centinaia di aziende che stavano creando sistemi esperti, robot e software e hardware specializzati in questi settori.

### Il ritorno delle reti neurali
A metà degli anni ottanta dello scorso secolo fu reinventato l'algoritmo di apprendimento per reti neurali chiamato back-propagation, inizialmente ideato nel 1969 da Bryson e Ho. L'algoritmo fu applicato a molti problemi relativi all'apprendimento, inerenti sia al lato dell'informatica sia a quello della psicologia.
I cosiddetti modelli "connessionisti" per la realizzazione di sistemi intelligenti furono visti come alternative ai modelli simbolici ideati da Newell e Simon, da McCarthy e dai loro collaboratori.
Tali modelli cercarono di dare risposta a quelle domande alle quali i precedenti modelli non erano riusciti, ma in parte fallirono anch'essi. Di conseguenza, i modelli basati sull'approccio simbolico e quelli con un approccio connessionista furono visti come complementari.

## Differenze tra intelligenza naturale e intelligenza artificiale
La principale differenza tra l'intelligenza naturale (umana o animale) e l'intelligenza artificiale risiede nel fatto che l'intelligenza naturale è propria degli esseri viventi, mentre l'intelligenza artificiale è un prodotto dello sviluppo tecnologico.

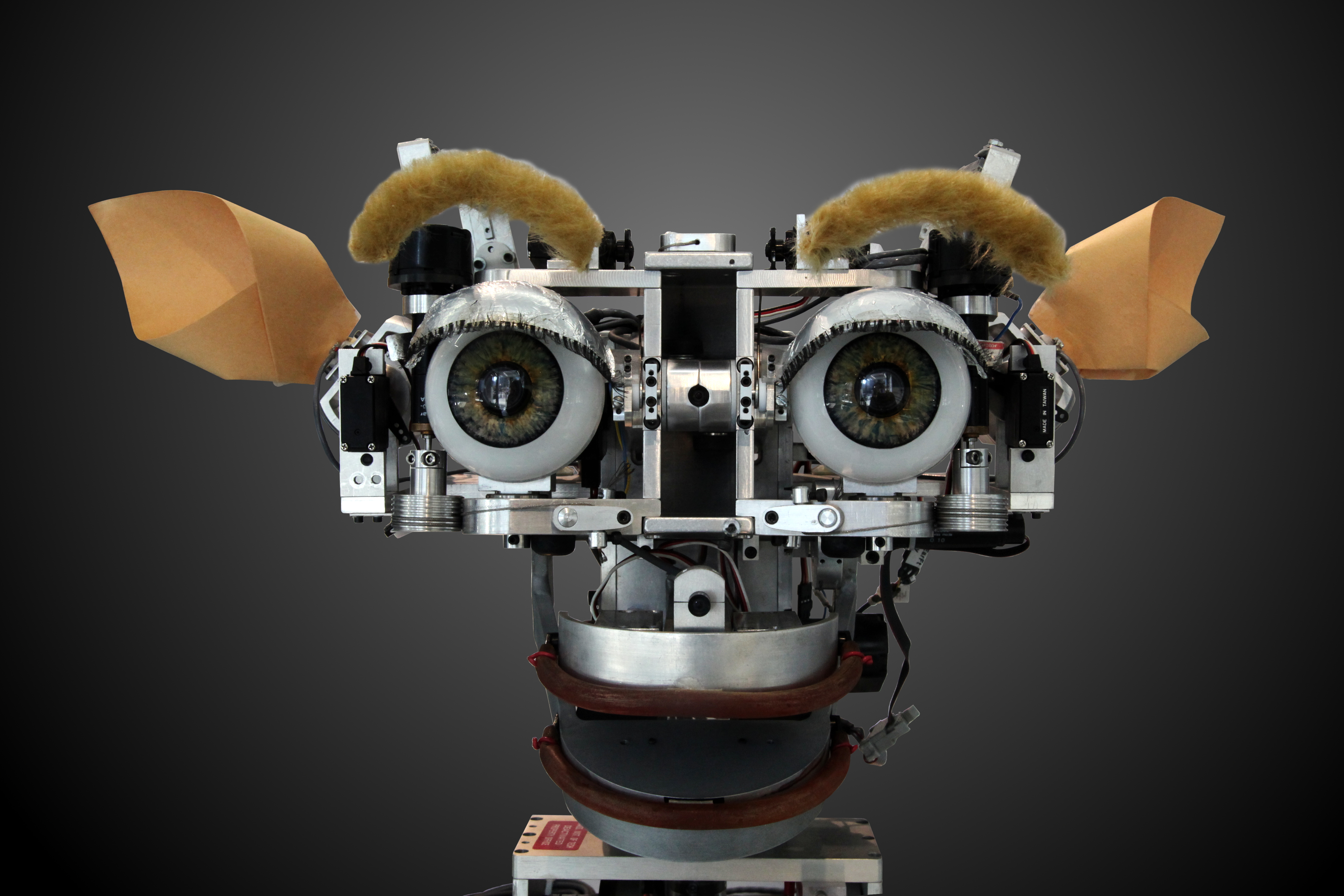
Kismet, una testa di robot realizzata negli anni '90 al MIT; è una macchina in grado di riconoscere e simulare le emozioni.

Nei primi esempi di intelligenza artificiale le differenze con l'intelligenza umana erano piuttosto evidenti, ad esempio fornivano sempre lo stesso identico risultato in risposta ad una determinata "richiesta" o "domanda" dell'utente, evidenziando così la mancanza di adattività e creatività. Inoltre tali primi esempi di intelligenza artificiale necessitavano che le richieste dell'utente fossero fornite attraverso un'apposita interfaccia uomo-macchina (ad esempio una tastiera di un computer) utilizzando un linguaggio comprensibile al computer. Con il passare del tempo, i sistemi di intelligenza artificiale hanno acquisito caratteristiche che li rendono sempre più simili all'intelligenza umana o animale, ad esempio la capacità di identificare e simulare le espressioni facciali.
Sebbene l'intelligenza umana abbia alcune abilità, come ad esempio la capacità di provare emozioni e di adattarsi a molti cambiamenti del mondo esterno, che sono difficili (o impossibili) da eguagliare per un'intelligenza artificiale, per contro l'intelligenza artificiale ha manifestato, già nei suoi primi esempi, altre abilità superiori all'intelligenza umana, tra cui la velocità di risolvere espressioni matematiche.
Non possiamo affermare con certezza che le intelligenze artificiali che abbiamo sviluppato abbiano "un pensiero". Questo vale anche per gli altri esseri viventi (e non viventi) conosciuti, infatti non possiamo affermare con certezza che un delfino o un elefante siano capaci di fare discussioni filosofiche (nei loro pensieri o all'interno della loro comunità).

## Concetti

### Agente intelligente
Il concetto di agente intelligente (o agente razionale) è centrale in molti degli approcci più comuni all'intelligenza artificiale.
Un agente è un'entità in grado di percepire l'ambiente attraverso l'utilizzo di sensori e in grado di agire sull'ambiente attraverso l'utilizzo di attuatori. Ogni agente è quindi associato a una sequenza di percezioni, intesa come la cronologia completa di tutti i rilevamenti effettuati da ciascun sensore, e a una funzione agente, che specifica il comportamento dell'agente associando a ogni sequenza di percezioni un'azione da compiere.
È definita "misura della performance" una funzione che associa a ogni stato (o sequenza di stati) dell'ambiente un valore di utilità; un agente è intelligente (o razionale) se per ogni possibile sequenza di percezioni la sua funzione agente lo porta a compiere sempre l'azione che massimizza il valore atteso della misura della performance, data la sua conoscenza definita dalla sequenza di percezioni stessa e dalla conoscenza integrata nell'agente.

### Intelligenza artificiale forte e debole
Si distingue tra intelligenza artificiale debole e intelligenza artificiale forte o generale a seconda che vengano riprodotte o replicate solo alcune o tutte le funzionalità e capacità cognitive della mente umana:
- L'intelligenza artificiale debole si specializza in compiti specifici, ed è l'unica attualmente in essere, paragonabile ad un mezzo e/o strumento per raggiungere un dato obbiettivo.
- L'intelligenza artificiale forte ha come obbiettivo quello di raggiungere l'intelligenza generale (AGI) e quindi l'autocoscienza, ed è rivolta quindi ad un adattamento totale ad ogni situazione possibile, essa è ancora teorica. Si definisce un'Intelligenza Artificiale Superintelligente (ASI – Artificial Superintelligence) un'Intelligenza Artificiale superiore alla forte, con capacità cognitive superiori a quelle dell'essere umano.[20]

## Ricerca e tipi
A dicembre 2024 la media fra varie tipologie di intelligenza artificiale sottoposte ad alcuni test QI è risultata intorno a cento. Alcuni massimi dei valori potrebbero essere giustificate da comportamenti come l'aver barato, da parte della intelligenza artificiale, che ha sbirciato i risultati o li ha dedotti tramite i dati dei suoi database, oppure come aver "rovesciato" il tavolo da gioco o le regole del gioco quando ci si trova dinanzi a un avversario forte.

I modelli per la valutazione dell'intelligenza o le teorie come quella delle intelligenze multiple di Gardner sono nate in seno all'indagine della cognizione umana. Se si usa un esclusivo approccio valutativo (come il già citato test del QI) alcune intelligenze artificiali potrebbero essere definite "intelligenti" come un comune essere umano, mentre se si usa un approccio per tipi di manifestazioni (come quello di Gardner) il grado va da molto superiore all'intelligenza umana (per la logico-matematica ad esempio) a molto inferiore o assente (es. l'intelligenza emotiva). I ricercatori del campo cognitivo non hanno ancora dato una definizione ufficiale ed univoca di intelligenza (considerabile come universalmente condivisa dalla comunità scientifica) però si può intuitivamente riconoscere l'esistenza in alcuni organismi di un'intelligenza pratica. Tentare di creare delle macchine che siano in grado di riprodurre o di simulare (solo) l'intelligenza umana potrebbe limitare la ricerca in tale ambito e portare a voler forzare l'inserimento di proprietà o definizioni umane (o costruite per l'uomo) in qualcosa che per costituzione non lo è (come voler trasferire le capacità cognitive di un essere umano in quelle di un canide). Nei tempi moderni si sta andando a delineare la possibilità di un approccio diverso alla tematica, valutando l'intelligenza artificiale come un tipo di intelligenza a sé, senza necessità di confronto, o valutarla come un tipo di proto-intelligenza collettiva a consultazione individuale, poiché nata dalle intelligenze condivise degli sviluppatori, degli usufruitori e delle conoscenze e dei dati raccolti disponibili per la storia umana (grazie anche all'avvento di internet e di una connessione tra le persone più facilitata).

### Rappresentazione della conoscenza
La rappresentazione della conoscenza e l'ingegneria della conoscenza costituiscono contributi centrali per la ricerca nell'ambito dell'intelligenza artificiale.
In particolare, queste discipline si focalizzano su quale tipo di conoscenza è necessario o opportuno integrare all'interno di un sistema intelligente, e sul come rappresentare i diversi tipi di informazione. Fra le cose che un sistema intelligente ha la necessità di rappresentare troviamo frequentemente oggetti, proprietà, categorie e relazioni fra oggetti, situazioni, eventi, stati, tempo, cause ed effetti, conoscenza posseduta da altri. La rappresentazione e l'ingegneria della conoscenza vengono spesso associate alla disciplina filosofica dell'ontologia.
La conoscenza e la sua rappresentazione sono cruciali soprattutto per quella categoria di sistemi intelligenti che basano il loro comportamento su una estensiva rappresentazione esplicita della conoscenza dell'ambiente in cui operano.

### Deduzione, ragionamento e problem solving
Inizialmente i ricercatori si concentrarono sullo sviluppo di algoritmi che imitassero fedelmente i ragionamenti impiegati dagli esseri umani per risolvere giochi o realizzare deduzioni logiche in modo da poterli integrare all'interno dei sistemi intelligenti. 
Tali algoritmi solitamente si basano su una rappresentazione simbolica dello stato del mondo e cercano sequenze di azioni che raggiungano uno stato desiderato.
Con l'avanzare della ricerca, si è reso necessario affrontare problematiche più complesse, come l'incertezza e l'incompletezza delle informazioni disponibili. Di conseguenza, i ricercatori hanno integrato concetti provenienti da discipline come la probabilità, la statistica e l'economia. Ciò ha portato allo sviluppo di modelli probabilistici, reti bayesiane e tecniche di decision-making sotto incertezza, fondamentali per applicazioni moderne dell'intelligenza artificiale, come la pianificazione e la diagnosi.
L'aumento della disponibilità di dati ha spinto verso il machine learning e il deep learning, che analizzano grandi dataset per trovare pattern e correlazioni. La gestione di questi dati richiede architetture distribuite, cloud computing e strumenti veloci ed efficienti.
Per difficoltà legate alla complessità intrinseca dei problemi in esame e delle dimensioni dei dataset, gli algoritmi di problem solving per la loro risoluzione possono a volte richiedere enormi risorse computazionali. L'ottimizzazione degli algoritmi ricopre una priorità assoluta all'interno della ricerca in questo ambito. Approcci come la ricerca euristica, la programmazione dinamica e l'uso di algoritmi evolutivi sono stati sviluppati per migliorare le prestazioni e ridurre il consumo di risorse.

### Pianificazione
Per permettere ai sistemi intelligenti di prevedere e rappresentare stati del mondo futuri e per prendere decisioni al fine di raggiungere tali stati massimizzando il valore atteso delle azioni, essi devono essere in grado di definire degli obiettivi e di perseguirli.
Nei problemi classici di pianificazione, un sistema intelligente può assumere di essere l'unica entità a operare nell'ambiente e può essere assolutamente sicuro delle conseguenze di ogni azione compiuta. Se non è l'unico attore nell'ambiente o se l'ambiente non è deterministico un sistema intelligente deve costantemente monitorare il risultato delle proprie azioni e aggiornare le predizioni future e i propri piani.

### Classificazione per approcci tecnici o tipi di funzionamento
Una seconda distinzione dei tipi di intelligenza artificiale riguarda le tecniche con cui essa elabora i dati di input per produrre un certo tipo di output. Sono tecniche che possono esistere sia nell'intelligenza artificiale debole che in quella forte. Si definiscono le seguenti categorie spesso correlate tra loro: 
- Intelligenza artificiale simbolica: si basano su rappresentazioni "simboliche" di problemi, logica e ricerca (sono quindi "leggibili dall'uomo").
- Intelligenza artificiale discriminativa: Il suo obiettivo è classificare o etichettare i dati di input. Classifica o distingue i diversi tipi di dati e traccia quindi i confini delle tracce dati (es "cane" diverso da "gatto") esempi sono modelli di classificazione come BERT (per testi), ResNet (immagini), EfficientNet, Reti neurali convoluzionali, Support Vector Machines e i Modelli rilevamento frodi (es. rilevazione spam). Definisce quindi categorie in base a date caratteristiche di input.
- Intelligenza artificiale generativa: progettata per creare nuovi dati (immagini, testi, audio, video) partendo da input o contesti iniziali. I modelli generativi imparano le distribuzioni di probabilità dei dati di input e utilizzano questa conoscenza per creare contenuti nuovi che sembrano reali o plausibili. In fase di addestramento esse si basano su modelli discriminativi (impara a predire il prossimo token in base alla sua banca dati e discrimina quanto bene il modello sta generando output simili ai dati reali, discrimina buone o cattive predizioni). Una volta finito l'addestramento può entrare in una fase vera e propria generativa. Alcuni esempi sono: Modelli di linguaggio, Stable Diffusion, DALL·E.
- Intelligenza artificiale ibrida: combina elementi di modelli generativi e discriminativi. Un esempio importante è rappresentato dalle GAN dove due reti neurali (una generativa e una discriminativa) lavorano in parallelo, in un processo competitivo in cui il generatore cerca di creare dati realistici, mentre il discriminatore cerca di distinguere tra dati reali e creati. Un altro esempio sono i VAE (Variational Autoencoders) modelli probabilistici che combinano aspetti generativi e discriminativi, es. interrogandosi e agendo sulla struttura dei dati in input.
- Intelligenza artificiale predittiva: prevede risultati basandosi su dati passati (modelli di forecasting, analisi predittiva).

#### L'architettura interna dei modelli
Un'altra classificazione tecnica dei tipi di intelligenza artificiale è quella basata sul tipo di architettura interna ai modelli. Alcuni esempi sono: 
- le Reti neurali (Deep Learning): Ispirate al cervello umano, usate per compiti complessi. In particolare nuove tecniche per migliorare l’efficienza e la specializzazione dei modelli stanno prendendo piede la più promettente è il Mixture of Experts (MoE) un’architettura avanzata di deep learning che suddivide i compiti tra diversi “esperti” specializzati. Invece di avere un'unica rete neurale che elabora tutti i dati, un modello MoE seleziona dinamicamente quali “esperti” devono attivarsi per rispondere a un dato input. Ogni esperto è una sottorete specializzata in un sottoinsieme del problema. Un router decide quale esperto attivare per ogni input, riducendo il numero di parametri effettivamente utilizzati in un dato momento. Questo approccio permette di scalare i modelli senza un aumento esponenziale della complessità computazionale, migliorando prestazioni e riducendo i costi. Esempio sono i modelli di linguaggio come Google Switch Transformer, che utilizza questa tecnica per gestire carichi di lavoro complessi con maggiore efficienza.[27]
- Alberi di decisione (Decision Tree): Struttura ad albero per decisioni sequenziali.
- Macchine a vettori di supporto (SVM): Classificano dati separando le classi con iperpiani.
- Reti bayesiane: Modelli probabilistici che gestiscono l’incertezza.

### Tipi di apprendimento automatico

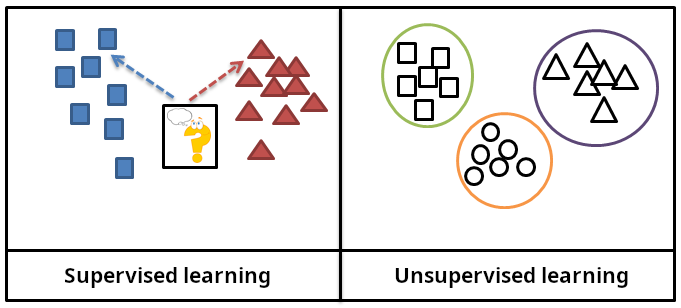
Apprendimento supervisionato e non supervisionato

Si può distinguere una classificazione per categorie, riguardanti come l’intelligenza artificiale apprende:
- Apprendimento supervisionato: Impara da dati etichettati.
- Apprendimento non supervisionato: Trova pattern nei dati non etichettati (es. clustering di clienti), a volte utilizzando il data mining.
- Apprendimento per rinforzo: Impara tramite tentativi ed errori (es. AlphaGo di DeepMind).
- Apprendimento auto-supervisionato: Un mix tra supervisionato e non supervisionato. Il modello impara a partire da dati che non sono etichettati esplicitamente, ma sfruttando una sorta di auto-etichettamento. Le varie previsioni di sviluppo dati servono quindi esse stesse come "supervisioni" nell'addestramento del modello. Non si ha bisogno di etichette esterne o annotazioni umane.
- Fine-tuning ovvero specializzazione dei Modelli: è un processo che permette di adattare un modello generico di intelligenza artificiale a compiti specifici. Invece di addestrare un nuovo modello da zero, si parte da un modello pre-addestrato e lo si affina su un dataset più ristretto e mirato. Esso è utile per personalizzare un modello su un dominio specifico (ad esempio, medicina, finanza, assistenza clienti), inoltre permette di migliorare la qualità delle risposte per applicazioni specifiche. Esso si può effettuare con tecniche come Low-Rank Adaptation (LoRA), che riducono il numero di parametri da aggiornare, rendendo il processo più efficiente.[28]
- Distillazione: dove un'intelligenza artificiale più avanzata "insegna" a una meno avanzata[29] Questo processo abbassa i costi di sviluppo, ma non crea niente di "nuovo", con i problemi per la libera concorrenza che questo consegue.[30]

Molti modelli AI moderni offrono strumenti per il fine-tuning, permettendo alle aziende di adattare l’intelligenza artificiale alle proprie esigenze senza dover gestire l’addestramento completo.
L'apprendimento automatico è la disciplina che studia algoritmi capaci di migliorare automaticamente le proprie prestazioni attraverso l'esperienza.
È stato un ambito di ricerca cruciale all'interno dell'intelligenza artificiale sin dalla sua nascita.
L'apprendimento automatico è particolarmente importante per lo sviluppo di sistemi intelligenti principalmente per tre motivi:
- Gli sviluppatori di un sistema intelligente difficilmente possono prevedere tutte le possibili situazioni in cui il sistema stesso si può trovare a operare, eccetto per contesti estremamente semplici.
- Gli sviluppatori di un sistema intelligente difficilmente possono prevedere tutti i possibili cambiamenti dell'ambiente nel tempo.
- Un'ampia categoria di problemi può essere risolta più efficacemente ricorrendo a soluzioni che coinvolgono l'apprendimento automatico. Questa categoria di problemi include, ad esempio, il gioco degli scacchi e il riconoscimento degli oggetti.

Alcuni tipi di apprendimento possono avvenire in parallelo, dove due intelligenze artificiali con input diversi si confrontano tra loro "imparando" a vicenda.

### Elaborazione del linguaggio naturale
La capacità di elaborare il linguaggio naturale fornisce ai modelli di intelligenza artificiale di stimare con ottime probabilità la parola o la frase che segue il testo fornito in input, e di estrarne il contesto. Questa tecnica consente di ottenere risultati migliori rispetto a tecniche tradizionali quando si tratta di svolgere ricerca di informazioni, ottenere risposta a domande, tradurre o analizzare testi. L'architettura tipicamente impiegata per questo compito è il Transformer, che grazie al meccanismo dell'attenzione è in grado di catturare appieno il contesto del testo fornito in input.
La difficoltà principale di questo processo è l'intrinseca ambiguità che caratterizza i linguaggi naturali, per questo motivo le soluzioni richiedono un'estesa conoscenza del mondo e una notevole abilità nel manipolarlo.

### Movimento e manipolazione
La robotica è una disciplina strettamente correlata con l'intelligenza artificiale.
I robot possono essere considerati sistemi intelligenti per tutti quei compiti che richiedono capacità di livello cognitivo per la manipolazione o lo spostamento di oggetti e per la locomozione, con i sotto-problemi della localizzazione (determinare la propria posizione e quella di altre entità nello spazio), della costruzione di mappe (apprendere le caratteristiche dello spazio circostante), e della pianificazione ed esecuzione dei movimenti.
La robotica è strettamente importante per lo sviluppo di un AGI in quanto si vuole che l'intelligenza artificiale sia più "reale" e posso manipolare attivamente la realtà.

### Intelligenza artificiale quantistica
Un filone di ricerca promettente tenta di applicare l'intelligenza artificiale alla potenza di calcolo dei computer e degli algoritmi quantistici.
In un Sistema quantistico le informazioni sono fisse ma esistono in uno stato di sovrapposizione fino a quando non vengono misurate, stessa cosa si può dire di un'sistema di intelligenza artificiale, dove invece del Qubit, si ha Bit a probabilità indotta, ha quindi un'comportamento emergente. Si sta andando a definire quindi un approccio sempre più rigoroso all' analisi logica. Emerge sempre più il concetto di discrezione delle gerarchie, o meglio di "livelli di visione dei sistemi complessi" e non solo una visione "filosofia" o "speculativa umana".

## Applicazioni
L'intelligenza artificiale è stata impiegata in un'ampia varietà di campi e applicazioni come la medicina, il mercato azionario, la robotica, la legge, la ricerca scientifica, l'analisi dei dati, i giocattoli e perfino lo sviluppo di nuovi robot usando la potenza di calcolo di un personal computer. In alcune applicazioni, l'intelligenza artificiale si è radicata a tal punto all'interno della società o dell'industria da non essere più percepita come intelligenza artificiale. Essa trova applicazione anche nelle città intelligenti: gestione dei flussi (veicolari o turistici), operatività delle reti (telecomunicazioni ed energia), acquisti online e telelavoro. Inoltre, trova applicazione nell'e-procurement, ad esempio nella ricerca e selezione di nuovi fornitori.
Oggigiorno i sistemi intelligenti sono presenti in ogni campo, anche nelle attività quotidiane e primeggiano nei giochi, come teorizzato anni prima dagli esponenti dell'intelligenza artificiale.
Vi sono programmi che sono stati in grado di confrontarsi con campioni di scacchi, quali Deep Blue; altri che sono stati impiegati nelle missioni spaziali, come nel 1998 quando la NASA utilizzò un programma chiamato Remote Agent in grado di gestire le attività relative a un sistema spaziale; alcune auto sono oggi dotate di un sistema in grado di guidarle senza l'uso di un conducente umano, quindi in maniera del tutto autonoma.
Nell'ambito di scenari più quotidiani si pensi, invece, ai termostati per il riscaldamento e l'aria condizionata in grado di anticipare il cambio di temperatura, gestire i bisogni degli abitanti e di interagire con altri dispositivi.
Esempi di applicazioni dell'intelligenza artificiale sono:
- Intelligenza artificiale applicata alla ricerca: la necessità di raccogliere ed elaborare grandi moli di dati ed informazioni.
- Intelligenza artificiale applicata all'informatica: Nel campo dell'informatica stessa, molte soluzioni sviluppate originariamente per rispondere a problemi o necessità dell'intelligenza artificiale sono state adottate da altre discipline e non vengono più considerate parte dell'intelligenza artificiale. In particolare il time-sharing, l'interprete (informatica), l'interfaccia grafica, il mouse, la struttura dati lista concatenata, la programmazione funzionale, la programmazione simbolica, la programmazione dinamica e la programmazione orientata agli oggetti.[40]
- Intelligenza artificiale applicata alla finanza: previsioni di mercato (intelligenza artificiale per il trading), rilevamento frodi. Il primo utilizzo dell'intelligenza artificiale nelle banche è datato 1987 quando la Security Pacific National Bank negli USA organizzò una task force per la prevenzione delle frodi legate all'utilizzo non autorizzato delle carte di credito. Attualmente, e non solo in ambito bancario, le reti neurali vengono utilizzate per identificare fenomeni non riconducibili a un comportamento nominale e che richiedono un intervento umano.
- Intelligenza artificiale applicata alla medicina: diagnosi, predizione di malattie (DeepMind Health). Infatti la spesa per l'intelligenza artificiale in ambito sanitario è raddoppiata nel 2020 fino a quota 4.8 miliardi di dollari, e, nuovamente nel 2021, a 10 miliardi di dollari.[41] Le reti neurali sono oggi largamente impiegate in medicina,[42] e ancora molte altre applicazioni sono attualmente in sviluppo, come ad esempio:
  - Interpretazione delle immagini mediche: ad esempio, valutazione della posizione, estensione e gravità di un ictus cerebrale;[43] analisi dell'elettrocardiogramma per la valutazione del rischio di infarto miocardico acuto;[44] analisi dell'angiografia e dell'imaging intravascolare per la prevenzione della malattia aterosclerotica coronarica[44]
  - Analisi del suono del cuore,[45] previsione di eventi cardiaci avversi nelle due settimane successive a un impianto di stent[46]
  - monitoraggio della terapia intensiva e riduzione del rischio di morte[46]
  - Diagnosi del cancro[47] e delle malattie in genere mediante un'analisi multimodale dei sintomi[48][49]
  - Diagnosi della leucemia[50][51]
  - gestione dell'ematologia[52][53]
  - medicina del sonno,[54][55][56] diagnosi del disturbo unipolare e bipolare,[57] depressione,[58] psicoradiologia,[59] progressione della malattia di Parkinson[60]
  - Creazione di medicine
  - Robot di accompagnamento per gli anziani,[61] cura della persona e assistenza quotidiana: monitoraggio dei parametri vitali, monitoraggio dell'assunzione quotidiana dei farmaci prescritti, azioni tese a rimanere connessi col mondo esterno e in contatto con parenti amici e a svolgere una vita attiva, anche attraverso l'uso di app di videochiamata e di messaggistica istantanea, assistenza cognitiva e inclusione digitale, rilevazione delle cadute[62]
- Intelligenza artificiale applicata alla telecomunicazione: l'intelligenza artificiale è largamente utilizzata per la realizzazione di assistenti automatici online principalmente dalle compagnie telefoniche e di telecomunicazione, con l'intento di ridurre i costi di assunzione e formazione del personale.
- Intelligenza artificiale applicata alla robotica, all'automazione, al riconoscimento tramite Visione Artificiale, alla guida. Esempi: 
  - Trasporti: l'utilizzo dell'intelligenza artificiale infatti sta aumentando rapidamente per quanto concerne i trasporti sia di oggetti (es. droni di consegna) che di persone.[63] Applicazioni della logica fuzzy sono state impiegate nella realizzazione di cambi di velocità per le automobili. Le automobili a guida autonoma sviluppate da Google e Tesla fanno largamente uso di tecniche di intelligenza artificiale.[64][65]
  - Videosorveglianza: l’intelligenza artificiale viene impiegata nel campo della videosorveglianza. Gli algoritmi consentono il riconoscimento degli oggetti presenti nella scena al fine di generare allarmi.
- Intelligenza artificiale applicata all'ambito video ludico: in ambito videogame l'applicazione dell'intelligenza artificiale sta facendo sempre più breccia, per migliorare i strumenti di sviluppo dei videogiochi, andando a impattare su ricambio del personale, con un maggiore impatto su artisti concettuali, i designer grafici, gli artisti dedicati al gioco finito e gli illustratori, in quanto l'intelligenza artificiale viene utilizzata per compiti come la generazione di storyboard, aspetto dei personaggi, rendering e animazioni e potrebbe contribuire fino al 50% dello sviluppo dei videogiochi entro il 2030-2035, inoltre a seconda dell'azienda si potrebbero usare soluzioni di intelligenza artificiale pubbliche o interne.[66]
- Intelligenza artificiale conversazionale e in ambito sociale: chatbot, assistenti vocali (ChatGPT, Alexa, Siri, ecc.). L'applicazione di reti neurali complesse nella generazione di testi, o meglio, nella trasformazione di un input generalmente testuale in un output anch'esso espresso in caratteri, sta crescendo. In particolar modo negli ultimi anni, OpenAI ha rilasciato numerose versioni del suo "modello" denominato GPT, il quale ha riscontrato notevole successo e scalpore. Attraverso questo modello basato su una particolare rete neurale, è stato possibile generare dei racconti, riassumere automaticamente dei testi, tradurre in maniera sempre più precisa da una lingua all'altra. Attraverso questa disciplina le applicazioni sono le più disparate, tra cui, degno di nota e a forte impatto sociale, quello riguardo al binomio giornalismo e scrittura. Il Washington Post ad esempio, già nel 2017 dichiarò di aver pubblicato in un anno 850 news elaborate da un'intelligenza artificiale. Il giornale canadese The Globe and Mail invece è interamente diretto da una intelligenza artificiale.[67] Un altro utilizzo di questo modello trova riscontro nei tool di assistenza alla scrittura e generazione automatica di testi. A questo riguardo è nata a febbraio 2023 la prima collana di libri scritta interamente da un'intelligenza artificiale.[68] La tecnologia è stata anche utilizzata per generare intere sceneggiature cinematografiche come per Il diario di Sisifo.[69]

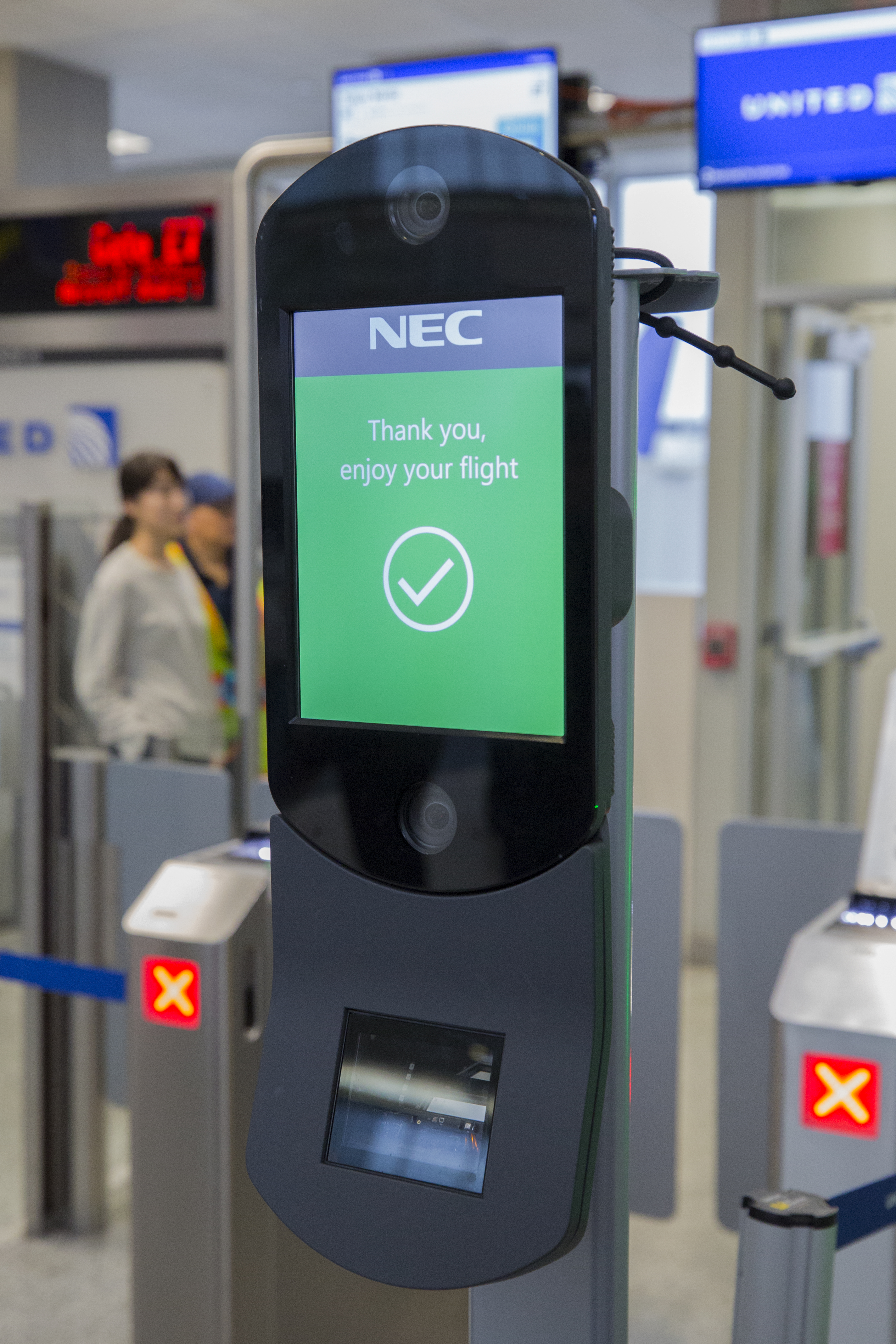
Sistema di riconoscimento facciale per il controllo dei passeggeri all'Aeroporto internazionale di Houston
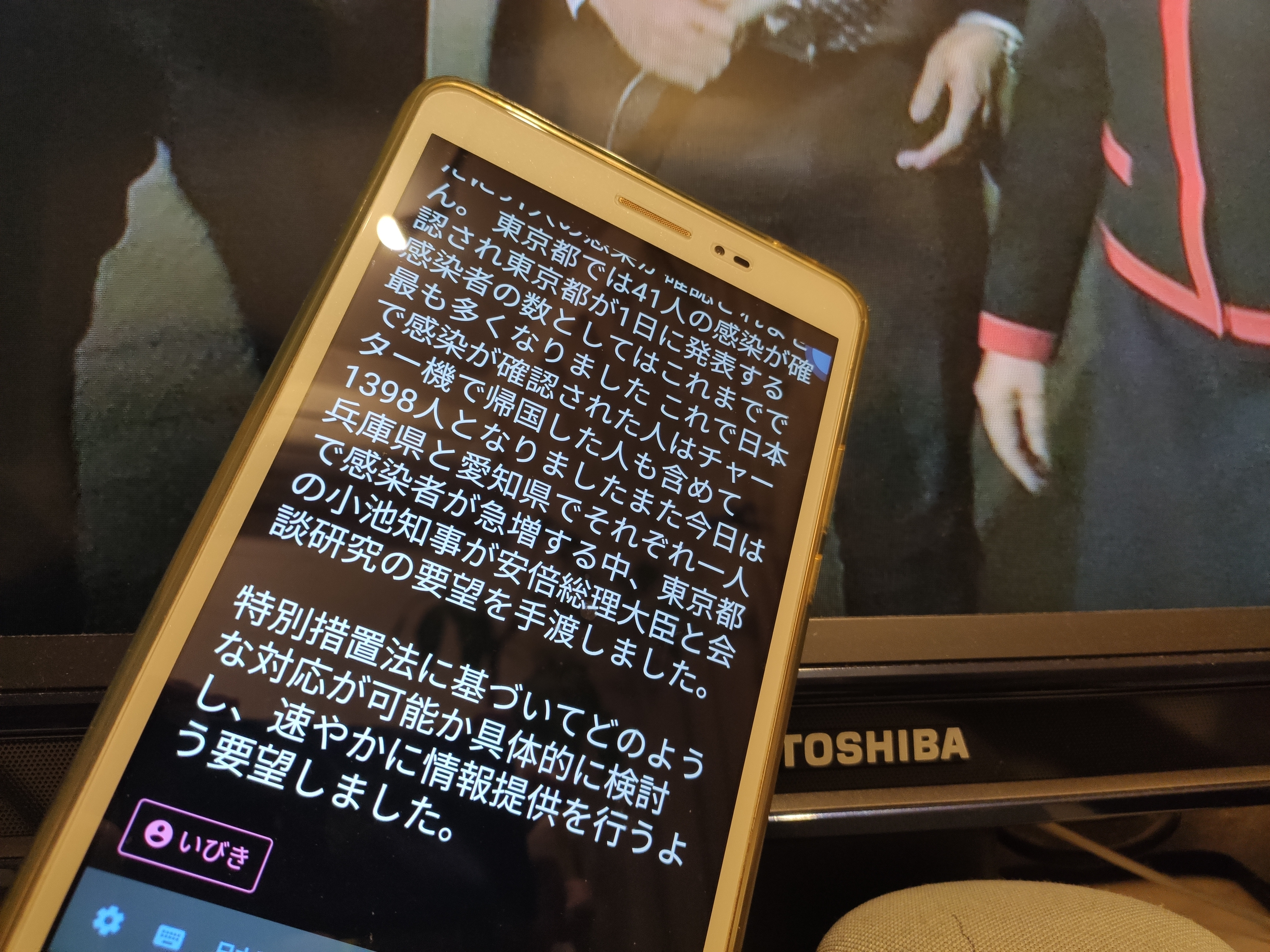
App per la trascrizione automatica del parlato
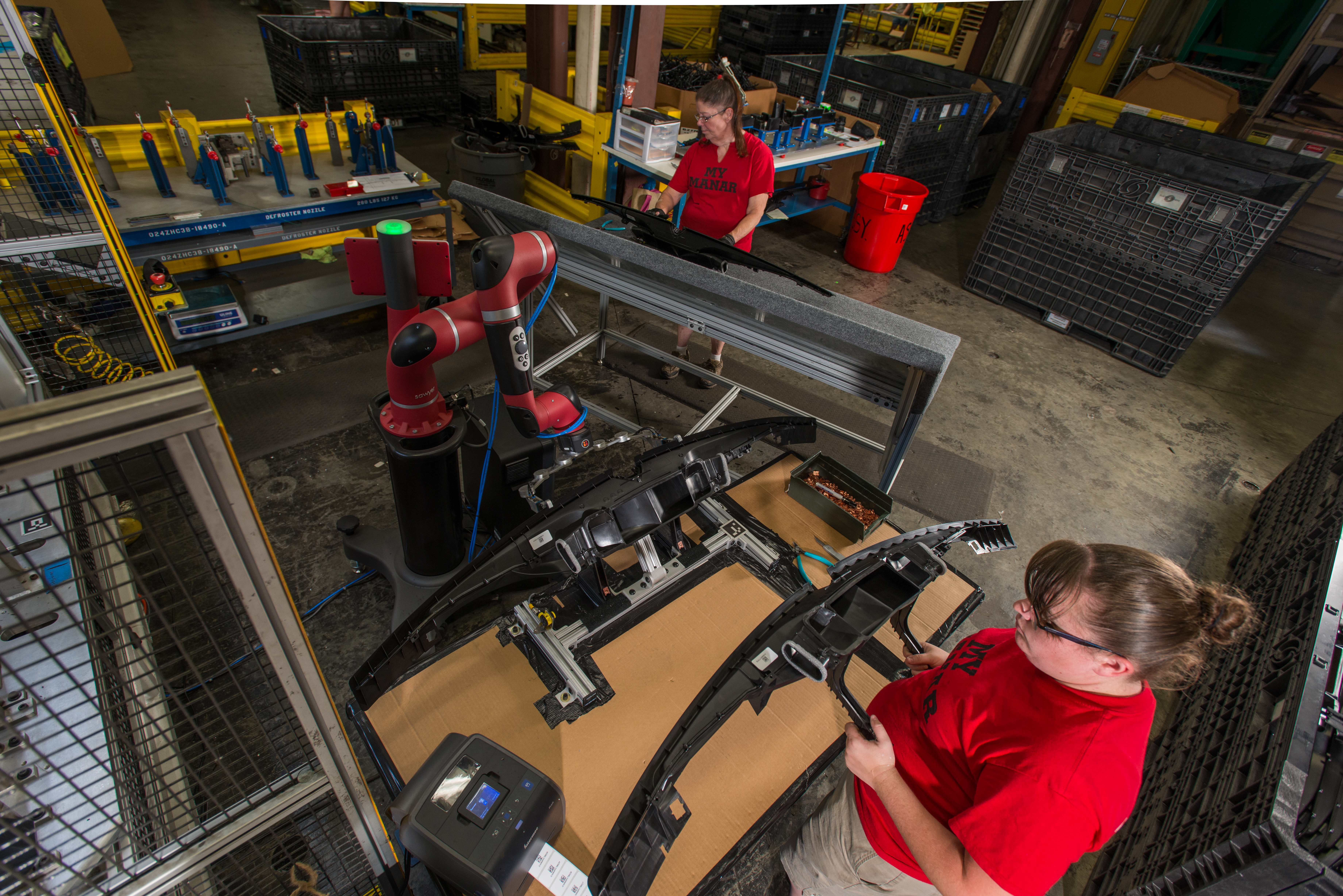
Robot collaborativo (cobot) all'interno di una fabbrica nel Tennessee
Manipolazione automatizzata di campioni in un laboratorio
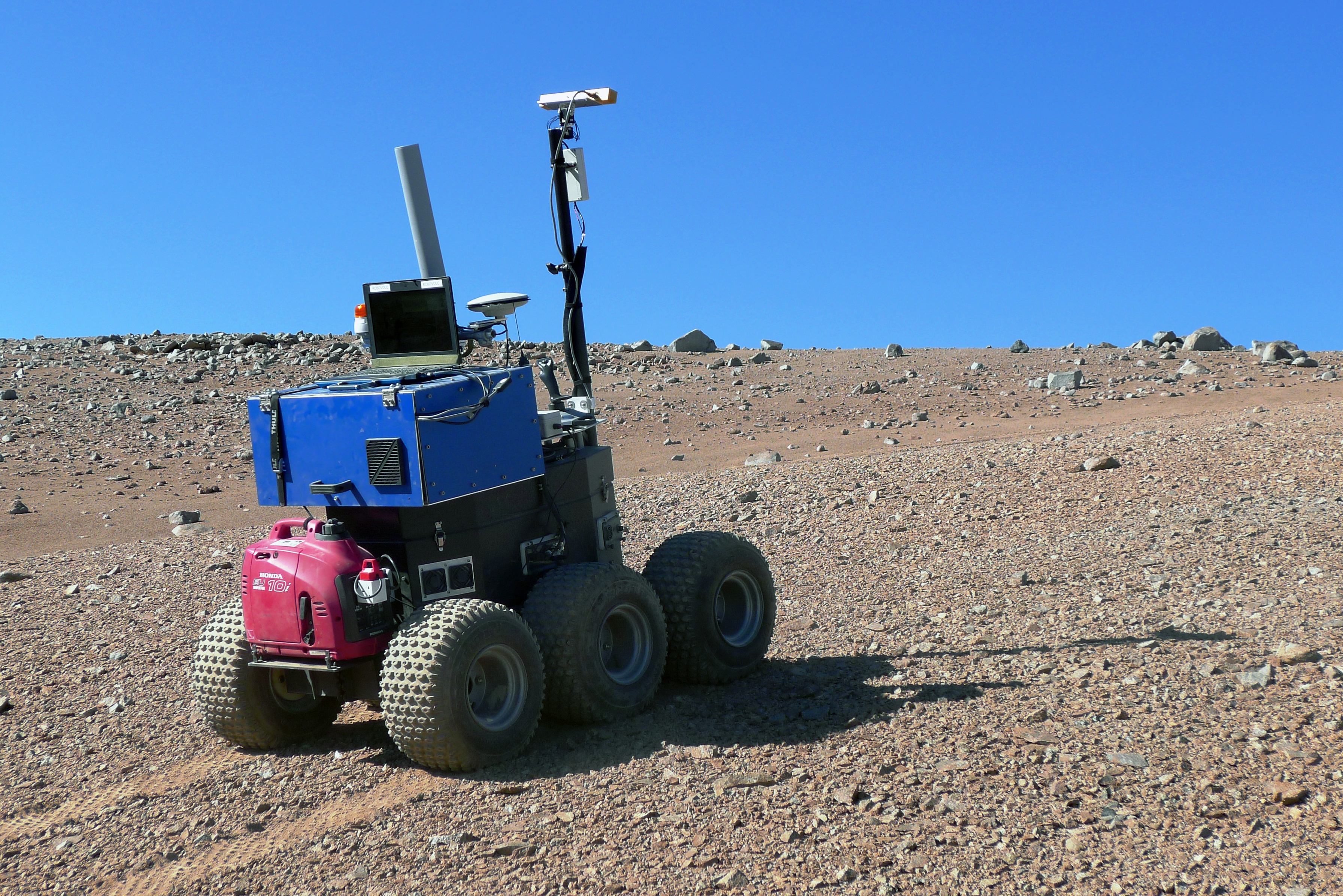
Esempio di robot autonomo impiegato nella ricerca aerospaziale

## Risvolti economici
Secondo l’Artificial Intelligence Index Report 2024 della Stanford University, nel 2023 il settore dell'intelligenza artificiale ha generato investimenti pari a 25,2 miliardi di dollari, quasi 9 volte superiori al 2022 e circa 30 rispetto al 2019.
Nel 2023 l'Unione Europea investe nell'intelligenza artificiale una cifra dieci volte inferiore a quella degli Stati Uniti e pari alla metà di quella della Cina.
Il mercato italiano dell'intelligenza artificiale si presenta ancora agli albori, ma le prospettive per il futuro sono positive: nel 2018 ha raggiunto un valore di 85 milioni di euro, una cifra che fa riferimento agli investimenti nello sviluppo e nell'implementazione di progetti come:
- sviluppo di algoritmi di intelligenza artificiale
- hardware per l'immagazzinamento e l'elaborazione di dati
- software per la gestione dei dati
- servizi di integrazione e personalizzazione

L'intelligenza artificiale si intreccia con altre tendenze digitali come la Cloud Transformation e l'Internet delle cose. Il primo rende scalabile l'infrastruttura necessaria alla raccolta ed elaborazione dei dati, mentre il secondo crea dispositivi e sensori utili non solo per la raccolta dati ma anche per veicolare servizi basati sull'intelligenza artificiale.
In campo economico, particolarmente sensibile al cambiamento è il tasso di occupazione in generale, come nella tecnofinanza dove avviene la più profonda rivoluzione. L'utilizzo dell'intelligenza artificiale segue le regole del mercato, applicando però il Paradosso di Jevons, ovvero: dove i miglioramenti tecnologici aumentano l'efficienza di una risorsa (es. uso efficiente dell'intelligenza artificiale e quello che ne consegue), aumenta anche il consumo della risorsa stessa (uso dell'intelligenza artificiale, risorse per sostenerla) anziché diminuirlo.
Vale a dire che più l'intelligenza artificiale si raffinerà e diventerà uno strumento prezioso, più la richiesta di mercato aumenterà. Quindi si andrà sistematicamente a ricercare metodi più economici di creazione di un'intelligenza artificiale, tanto che una persona capace di programmare potrebbe creare un'intelligenza artificiale personalizzata (non creata da terzi).  Il paradosso di Jevons non è un reale paradosso: il termine fa capire che non è scontato che una risorsa sia illimitata, non etica, dannosa per il mercato, che finirebbe in una bolla economica o un'estrema settorializzazione. Il focus rimane sempre la maggiore efficienza del servizio, il quale si presume generebbe una maggiore domanda. Anche se l'andamento dei costi di utilizzo, anche in termine di risorse consumate, rimangono sempre da valutare. Un regime di monopolio non sussisterebbe nel mercato delle intelligenze artificiali. Data la moltitudine di bacini d'utenza, che riversano le loro molteplici e più svariate richieste, definire la curva d'utilità della domanda diventa labile, ma confrontabile con la capacità d'uso e facilità di consultazione di una data intelligenza artificiale.

### Il significato per le aziende
I media e le aziende stanno rivolgendo sempre più l'attenzione verso il tema dell'intelligenza artificiale, in quanto questa si sta dimostrando impattante in termini di efficientamento e automazione di software gestionali, processi industriali, e così via. Tecniche come l'anomaly detection consentono ad esempio di riconoscere, attraverso dati provenienti da sensori, oggetti che presentano dei difetti già in fase di produzione. Reti neurali in grado di stimare la postura umana sono uno strumento che può diventare fondamentale per salvaguardare, ad esempio, la corretta postura del corpo umano durante le ore lavorative, andando a migliorare la sicurezza sul lavoro. I modelli linguistici di grandi dimensioni, come ad esempio GPT-4, si stanno rivelando essere strumenti fondamentali per abbattere i tempi di sviluppo software, o ricevere risposte a domande su ostacoli incontrati nei processi lavorativi. Un capitolo a parte lo merita il mercato dell'audiovisivo, che attraverso i nuovi strumenti dell'AI, vede abbattersi drasticamente i tempi di produzione per film e serie, soprattutto in animazione.

### Il futuro dell'intelligenza artificiale
Benché nel complesso non si ha ancora una visione omogenea sul tema, si individuano già aree di sviluppo particolarmente interessanti:
- Assistenti digitali: si va dagli "altoparlanti intelligenti" agli assistenti personali integrati negli smartphone[83] o dispositivi specifici e non sempre di successo (quali "AI Pin"[84] o "Rabbit R1"[85]) tratta di assistenti vocali intelligenti in grado di gestire oggetti intelligenti presenti in casa o di assistere se non gestire le attività informatiche. Sono stati introdotti di recente, ma il loro mercato in Italia vale già 60 milioni di euro e il valore sembra destinato a crescere: in un futuro non troppo lontano, questi assistenti potrebbero fungere da canale con cui veicolare servizi e applicazioni legate al mondo dell'intelligenza artificiale, creando nuove opportunità di sviluppo per le aziende del settore.
- Robot intelligenti: a questa categoria appartengono i collaborative robot e gli AGV (Automated Guided Vehicle). I primi collaborano con un operatore umano e sono in grado di adattare il proprio comportamento agli stimoli esterni, mentre i secondi si adattano all'ambiente esterno muovendosi in autonomia, senza il supporto di guide fisiche o percorsi predeterminati.[86]
- Tutor Intelligenti: a questa categoria appartengono gli avatar degli Edugames oppure dei robot che all'interno dei musei, e altri luoghi dell'apprendimento, guidano i discenti-visitatori e fungere dai docenti-educatori artificiali.[87][88][89][90]

## Il dibattito sull'intelligenza artificiale
Nel 2017 a seguito del convegno di esperti mondiali di intelligenza artificiale Conferenza di Asilomar sulla Intelligenza Artificiale Benefica, promosso dal Future of Life Institute, è stato redatto con amplissimo consenso un vademecum con 23 principi per affrontare le problematiche etiche, sociali, culturali e militari dell'Intelligenza Artificiale. Il documento è stato sottoscritto subito da oltre 800 esperti e in seguito da altre migliaia.
All'inizio del 2023 rappresentanti delle tre principali religioni abramitiche (cristianesimo, ebraismo e islam), di Microsoft e IBM, si sono incontrati in Vaticano alla Rome Call, per la richiesta congiunta di un'algoretica (la riflessione etica sull’uso degli algoritmi) che guidi la progettazione dell'intelligenza artificiale. Il 10 luglio 2024, nell'evento multi-religioso svoltosi nel Peace Memorial Park di Hiroshima, vari leader religiosi di 9 fedi orientali (es. buddismo, induismo, zoroastrismo, bahá'í) accompagnati dai leader delle religioni abramitiche, da figure di spicco del governo giapponese, della Microsoft, della IBM e della Cisco, firmano la Call for AI di Roma.
Il 10 e l'11 febbraio 2025 si è svolto al Grand Palais di Parigi il Vertice internazionale sull'intelligenza artificiale, co-presieduto da Francia e India, nell'ambito del quale è stata sottoscritta una dichiarazione da 61 paesi; il documento, intitolato Statement on Inclusive and Sustainable Artificial Intelligence for People and the Planet, prevede la creazione di un'intelligenza artificiale aperta, inclusiva ed etica, nonché di un coordinamento è dialogo mondiale per prevenire un'eccessiva concentrazione di mercato. Il vertice ha sollevato per la prima volta il tema della sostenibilità ambientale dell'intelligenza artificiale e dei relativi costi energetici.

### Critiche e controversie
Una maggiore attenzione è rivolta alle implicazioni etiche, ambientali e sociali dell'intelligenza artificiale e alla necessità di aumentare la trasparenza e la responsabilità delle grandi aziende tecnologiche per i loro algoritmi. Le principali critiche si riferiscono a:
- Pregiudizio algoritmico[100]
- La mancanza di responsabilità per i risultati generati dagli algoritmi "black-box”[101]
- Approvvigionamento non etico di minerali rari utilizzati nei dispositivi alimentati dall'intelligenza artificiale[102]
- Impronta ambientale dei datacenter, il loro utilizzo di energia e acqua[103][104]
- Sfruttamento del lavoro digitale "clickwork" coinvolto nell'etichettatura dei dati per allenamento di intelligenza artificiale e nella moderazione dei contenuti[103]
- Manipolazione algoritmica delle preferenze di consumo e di voto degli utenti[105]

#### Trasparenza algoritmica e segreto industriale
Negli ultimi anni, a causa della crescente presenza di intelligenza artificiale nella società, ci sono stati dei tentativi di normare e integrare l'utilizzo delle intelligenze artificiali all'interno del quadro normativo europeo, con particolare attenzione al principio di trasparenza algoritmica, che può essere definito come "l'obbligo, gravante sui soggetti che adottano decisioni con l'ausilio di sistemi automatizzati di trattamento dei dati, di fornire ai destinatari una spiegazione comprensibile delle procedure utilizzate e di motivare sotto questo profilo le decisioni assunte". Il mancato rispetto della trasparenza violerebbe espressamente l'art. 111 della costituzione Italiana e il diritto alla difesa ex art. 24 della suddetta costituzione. Inoltre, è stata ribadita nel 2017, dalla Dichiarazione di Asilomar, l'esigenza di garantire la massima trasparenza in ambito di decisioni giudiziarie, in caso di coinvolgimento di sistemi autonomi.

#### Disoccupazione
Secondo il report intitolato The Potentially Large Effects of Artificial Intelligence on Economic Growth, pubblicato da Goldman Sachs nel marzo 2023, l'intelligenza artificiale in particolare la sua capacità di generare contenuti senza l'intervento umano potranno garantire una crescita del 7% del PIL globale nei prossimi 10 anni. Tuttavia, essa è anche la causa prevedibile della perdita di 300 milioni di posti di lavoro nei settori amministrativo, legale, finanziario e bancario.
Secondo un rapporto del World Economic Forum del 2023, nei successivi 5 anni il 23% dei posti di lavoro a livello mondiale subirà dei mutamenti a causa dell'intelligenza artificiale. L'automazione sostituirà l'81% delle attività lavorative di intermediari di prestito, supervisori e impiegati d’ufficio.
Tuttavia, storicamente non sempre l'automazione è sinonimo di disoccupazione. Un precedente storico è rappresentato dall'introduzione del telaio meccanico che nel 1800 moltiplicò per 50 volte la produttività del lavoro, riducendo negli Stati Uniti il fabbisogno di manodopera del 98%. Eppure il crollo dei costi causò un'inaspettata esplosione della domanda, generando una quantità e varietà di posti di lavoro fino ad allora impensabile.

#### La responsabilità legali delle macchine a guida autonoma
Man man che le intelligenze artificiali acquistano autonomia, si fa sempre più pressante le necessità di chiarire su chi ricadono le conseguenze legali e non delle "scelte" che l'intelligenza artificiale è portata ad attuare; spesso necessariamente, o durante una richiesta dell'utente o comunque nel corso del conseguimento della propria funzione (in base ai dati in cui è stata educata o informata). Vi possono essere casi ed eventi del mondo reale nei quali l'intelligenza artificiale non sa come agire, specialmente in determinate situazioni che richiedono scelta immediata, questo magari poiché non educata ad una scelta in tale ambito o perché i programmatori non sapevano nemmeno loro "cosa era meglio". Un esempio calzante di questo lo si vede nelle vetture autonome, dove la macchina deve portare i passeggeri (o merci) da un punto ad un altro, senza sapere tutti i possibili ostacoli che incontrerà nel suo cammino. Si educa quindi per probabilità dell'avverarsi delle situazioni, cercando di prevedere ogni scenario possibile. Una macchina a guida autonoma deve sapere prendere azioni che massimizzano la sopravvivenza dei suoi passeggeri ma anche degli utenti terzi che usano la strada.
Questi dilemmi etici legati alla scelta, così come il classico dilemma ferroviario, applicato alle Intelligenze Artificiali possono essere visti come un ante segnale della problematica di gestione dati nei sistemi complessi. L'intelligenza artificiale e le scienze umane
Rispondere alla domanda “Può una macchina pensare?” "la macchina è inanimata?" è dibattito tuttora aperto a causa di argomentazioni a favore (Daniel Dennett, Hilary Putnam, Roger Penrose) e contro (Hubert Dreyfus, John Searle, Gerald Edelman, Jerry Fodor). Alcuni studiosi ritengono che il connubio intelligenza artificiale-intelligenza umana possa dar luogo ad un nuovo sistema cognitivo di tipo 0, affiancando ai sistemi cognitivi 1 e 2 teorizzati da Daniel Kahneman,

#### Titolarità dei brevetti e invenzioni AI
L'avvento dell'Intelligenza Artificiale sta ridefinendo radicalmente il panorama dell'innovazione, spingendo i confini di ciò che costituisce "invenzione" e "creatività". Questi sistemi sono ora in grado di generare risultati inediti in vari campi tecnici, dalla scoperta di farmaci alla progettazione di ingegneria complessa, spesso con un intervento umano minimo o nullo. Questa capacità trasformativa pone una sfida profonda alle leggi tradizionali sulla proprietà intellettuale (IP), in particolare al diritto dei brevetti, che è stato storicamente concepito per incentivare e proteggere l'ingegno umano.
La tensione principale deriva dalla natura antropocentrica dei quadri IP esistenti, che presuppongono un "inventore" o "autore" umano come fonte della creazione intellettuale. Man mano che i sistemi di AI agiscono in modo sempre più autonomo, la questione di chi detenga il "titolo" di inventore e, di conseguenza, chi possieda i diritti di brevetto risultanti, diventa cruciale e controversa.
La Posizione Globale sull'Inventorship AI: La Saga DABUS
Il caso DABUS (Device for the Autonomous Bootstrapping of Unified Sentience), un sistema di AI sviluppato dal Dr. Stephen Thaler, è diventato il caso di prova fondamentale per l'inventorship AI a livello mondiale. Thaler ha cercato di brevettare invenzioni che, a suo dire, erano state generate autonomamente da DABUS, nominando l'AI come unico inventore. Gli esiti di queste domande presso i diversi uffici brevetti e tribunali rivelano un consenso globale frammentato.
A. Il Principio Antropocentrico: Un Consenso Quasi Universale
- Regno Unito: La Corte Suprema del Regno Unito, nel caso Thaler v Comptroller-General of Patents, Designs and Trademarks UKSC 49, ha stabilito all'unanimità che un inventore ai sensi del Patents Act del 1977 deve essere una persona fisica. La Corte ha motivato che il termine "deviser" (ideatore) nella legge si riferisce a una persona che idea un nuovo prodotto o processo, e le disposizioni statutarie come la Sezione 13(1) (diritto di essere menzionato) implicano una persona fisica. Inoltre, il Dr. Thaler non poteva rivendicare diritti semplicemente possedendo DABUS, poiché un'invenzione non è una proprietà tangibile e DABUS, privo di personalità giuridica, non poteva trasferire diritti. La Corte ha sottolineato di aver applicato la legge esistente, non di averla modificata per l'AI. Questa decisione della Corte Suprema del Regno Unito mette in luce la rigidità dei termini definitori della legge sui brevetti esistente, come "inventore" inteso come "ideatore". Tale interpretazione testuale rigorosa, pur mantenendo la certezza giuridica all'interno del quadro attuale, crea direttamente un vuoto legale per le invenzioni di AI veramente autonome, spostando l'onere del cambiamento sui legislatori anziché sulla magistratura. Questo esito segnala ai responsabili politici che è necessaria un'azione legislativa se la società desidera incentivare e proteggere le invenzioni puramente generate dall'AI, costringendo a una risoluzione politica piuttosto che puramente legale del paradosso delle "invenzioni senza inventori".
- Stati Uniti: L'Ufficio Brevetti e Marchi degli Stati Uniti (USPTO) e i tribunali federali, inclusa la Corte d'Appello del Circuito Federale nel caso Thaler v. Vidal, hanno costantemente stabilito che un inventore deve essere una persona fisica. Il termine "individual" in 35 U.S.C. § 100(f) è interpretato come una persona fisica. La Corte Suprema ha negato la petizione di Thaler per chiarimenti. Tuttavia, la guida dell'USPTO del 2024 chiarisce che le invenzioni assistite dall'AI sono brevettabili se una persona fisica fornisce un "contributo significativo" alla concezione dell'invenzione. Questo "contributo significativo" va oltre il semplice riconoscimento di un problema o la riduzione a pratica dell'output di un'AI; implica la creazione di prompt specifici o la progettazione/addestramento dell'AI per uno scopo inventivo particolare. Pur mantenendo il principio antropocentrico, la guida dell'USPTO cerca di colmare il divario tra l'inventorship tradizionale e le capacità dell'AI, concentrandosi sul "contributo umano significativo". Questo riflette una scelta politica volta a incoraggiare l'assistenza di tale tecnologia nell'innovazione piuttosto che la pura autonomia dell'IA, mantenendo così la struttura di incentivi per l'ingegno umano. Questo approccio mira a preservare l'incentivo fondamentale del diritto dei brevetti (premiare l'ingegno umano) senza soffocare l'innovazione che sfrutta l'AI. Si tratta di un adattamento pragmatico piuttosto che di una revisione radicale.
- Ufficio Europeo dei Brevetti (EPO): L'EPO ha costantemente respinto le domande DABUS, affermando che un inventore deve essere una persona fisica con capacità giuridica. L'EPO interpreta il termine "inventore" secondo il suo significato ordinario ("una persona che inventa") e non ha trovato alcuna base per un sistema di AI per trasferire diritti. Affinché le invenzioni generate dall'AI siano brevettabili, deve comunque essere designato un inventore umano e l'origine dei diritti deve essere legalmente valida. I criteri dell'EPO per la brevettabilità delle invenzioni AI enfatizzano anche un contributo riproducibile alla soluzione tecnica di un problema tecnico, concentrandosi su dati del mondo reale e interazione fisica piuttosto che su algoritmi puramente astratti. L'EPO riconosce che le invenzioni generate dall'AI possono essere brevettabili ai sensi dell'Articolo 52(1) della Convenzione sul Brevetto Europeo (EPC), ma insiste contemporaneamente su un inventore persona fisica e su una valida base giuridica per la derivazione dei diritti. Ciò crea una tensione in cui l'inventività dell'output dell'AI è implicitamente riconosciuta, ma la sua paternità è legalmente negata, portando al dilemma delle "invenzioni senza inventori" all'interno del quadro europeo. Questa tensione evidenzia le sfide filosofiche e pratiche di inserire l'Intelligenza Artificiale nelle strutture legali esistenti.

Il Contesto Italiano: Il Caso Fusion.43 e il Ruolo dell'UIBM:
L'Italia, come altre nazioni europee, aderisce al principio generale che un inventore debba essere una persona fisica. Il Codice della Proprietà Industriale (CPI) italiano stabilisce che il diritto di brevetto spetta all'autore dell'invenzione e ai suoi aventi causa (Art. 45, Art. 2588 Codice Civile). Il diritto ad essere riconosciuto autore è inalienabile. Per le invenzioni fatte nell'ambito del rapporto di lavoro, i diritti appartengono tipicamente al datore di lavoro, sebbene l'inventore mantenga il riconoscimento della paternità.
Panoramica della Domanda di Brevetto Fusion.43 (UIBM n. 102025000002391) e la sua Significatività
La domanda di brevetto "Fusion.43" (UIBM n. 102025000002391, depositata il 7 febbraio 2025) rappresenta un "inedito precedente in Europa". Questo caso è attualmente oggetto di valutazione e dibattito presso l'Ufficio Italiano Brevetti e Marchi (UIBM). La sua significatività risiede nel suo potenziale di sollevare questioni fondamentali riguardanti la titolarità della proprietà intellettuale, la responsabilità e la necessità di aggiornare i quadri normativi in Italia e potenzialmente in tutta Europa. Il caso Fusion.43, essendo un "precedente inedito in Europa", funge da catalizzatore critico per un dibattito nazionale mirato in Italia sull'inventorship e la titolarità dell'Intelligenza Artificiale, potenzialmente forzando una posizione più chiara da parte dell'UIBM e del legislatore italiano, proprio come DABUS ha fatto a livello globale. Essere "inedito" implica che è nuovo e sfida le norme esistenti, mentre il fatto di essere oggetto di "valutazione e dibattito" significa che l'ufficio IP italiano sta attivamente affrontando le sue implicazioni. Questo caso costringe l'Italia a confrontarsi direttamente con la questione dell'inventorship nel settore dell'Intelligenza Artificiale all'interno del suo quadro giuridico nazionale, portando potenzialmente a linee guida specifiche o proposte legislative, piuttosto che limitarsi a osservare passivamente gli sviluppi internazionali. Ciò evidenzia come i casi nazionali possano diventare punti focali per uno sviluppo politico regionale più ampio.
Il dibattito sulla titolarità dei brevetti e sull’inventiva delle AI resta aperto e coinvolge il mondo giuridico, accademico ed etico.

#### Test di Turing
Nel 1950 Alan Turing, nel suo articolo “Computing Machinery and Intelligence”, porta il dibattito filosofico a un livello più pragmatico, dando una definizione operativa di intelligenza basata su un test comportamentale inventato da lui stesso, chiamato "The Imitation Game" e ricordato anche come "Test di Turing".
Il test si basa sull'esistenza di tre stanze allineate in cui nella prima c'è un uomo e nell'ultima una donna; in quella centrale invece risiede l'interrogante. L'uomo e la donna possono comunicare messaggi di testo solamente con l'interrogatore scrivendo tramite una tastiera e leggendo tramite uno schermo. L'obiettivo della donna è quello di farsi identificare come donna, mentre quello dell'uomo è quello di trarre in inganno l'interrogante, facendogli credere di essere una donna. 
Il gioco è ripetuto una seconda volta, scambiando l'uomo con una macchina.
La macchina è definita come intelligente se la frequenza con cui l'interrogante individua correttamente l'uomo e la donna è almeno la stessa con cui individua correttamente la macchina e la donna.
Una macchina può quindi ritenersi "intelligente" se e solo se si comporta come un essere umano, quindi solo se riesce a ingannare l'interrogante come farebbe un uomo.

#### La stanza cinese
In seguito, John Searle descrive nell'articolo "Minds, Brains and Programs" un esperimento mentale contro l'intelligenza artificiale forte, chiamato “la stanza cinese”. Egli vuole dimostrare che una macchina in grado di superare il test di Turing, non è capace di capire cosa succede al suo interno; non è, quindi, cosciente di come agisce. L'esperimento consiste in una persona che conosce solo l’inglese, munita di un libro di grammatica cinese scritto in inglese e vari fogli, alcuni bianchi e alcuni con dei simboli. La persona è dentro alla stanza con una piccola finestra verso l'esterno. Attraverso la finestra appaiono simboli indecifrabili. 
La persona trova delle corrispondenze con i simboli del libro delle regole e segue le istruzioni. Le istruzioni possono includere scrivere simboli su un nuovo foglio, trovare nuovi simboli, ecc. Infine, questi fogli scritti verranno passati al mondo esterno, attraverso la finestra. Per un osservatore esterno, la macchina sta ricevendo simboli cinesi, li sta elaborando e sta rispondendo con altri simboli, esattamente come farebbe un uomo cosciente. In questo senso, secondo il test di Turing dovrebbe essere ritenuta intelligente. Il problema, che sottolinea Searle, è che in realtà al suo interno, niente della macchina conosce effettivamente il cinese, per cui non è cosciente di quello che sta effettivamente facendo. Secondo Searle essa sta semplicemente seguendo un insieme di regole descritte nel libro. Secondo Daniel Dennett il dibattito rimane però aperto in quanto Searle non riesce a dimostrare pragmaticamente la sua tesi, dovendo far così ricorso alla intuizione.

#### Tra essere e non essere
Sono molteplici le riflessioni e i dibattiti filosofici ed etici scaturiti dall'avvento dell'intelligenza artificiale. Alcuni di questi riportato in auge concetti già ampiamente dibattuti, altri vanno ad esplorare quesiti ancora non del tutto analizzati o mai analizzati. Un esempio abbastanza immediato è la riflessione sull'immanenza dell'intelligenza. L'intelligenza artificiale può essere vista come la risposta umana alle teorie neurofenomenologia e di intenzionalità ispirate da Husserl.

#### Impatto psicologico
L'impatto psicologico, specialmente in soggetti a rischio, nell'uso continuo e reiterato della sola intelligenza artificiale, preferendo essa all'interazione sociale, è in fase di analisi e monitoraggio. L'uso massivo dell'intelligenza artificiale potrebbe ridurre le preferenze interattive in individui sensibili, preferendo l'interazione artificiale all'opportunità di interazione umana, che se non adeguatamente tratta potrebbe portare ad una "atrofizzazione" dalle abilità sociali. Gli individui potrebbero percepire più rischioso, per il loro benessere psicologico, sviluppare e mantenere le competenze sociali, quali la comunicazione empatica e il confronto diretto.
Alcune correnti di pensiero sono preoccupate riguardo la neutralità e qualità dell'informazioni di ritorno, in quanto non è ancora del tutto ben consolidata e chiara l'imparzialità delle informazioni di output di alcune intelligenze artificiali.

## Intelligenza artificiale nella fantascienza

L'"occhio" di HAL 9000, supercomputer senziente del film 2001: Odissea nello spazio (1968) di Stanley Kubrick

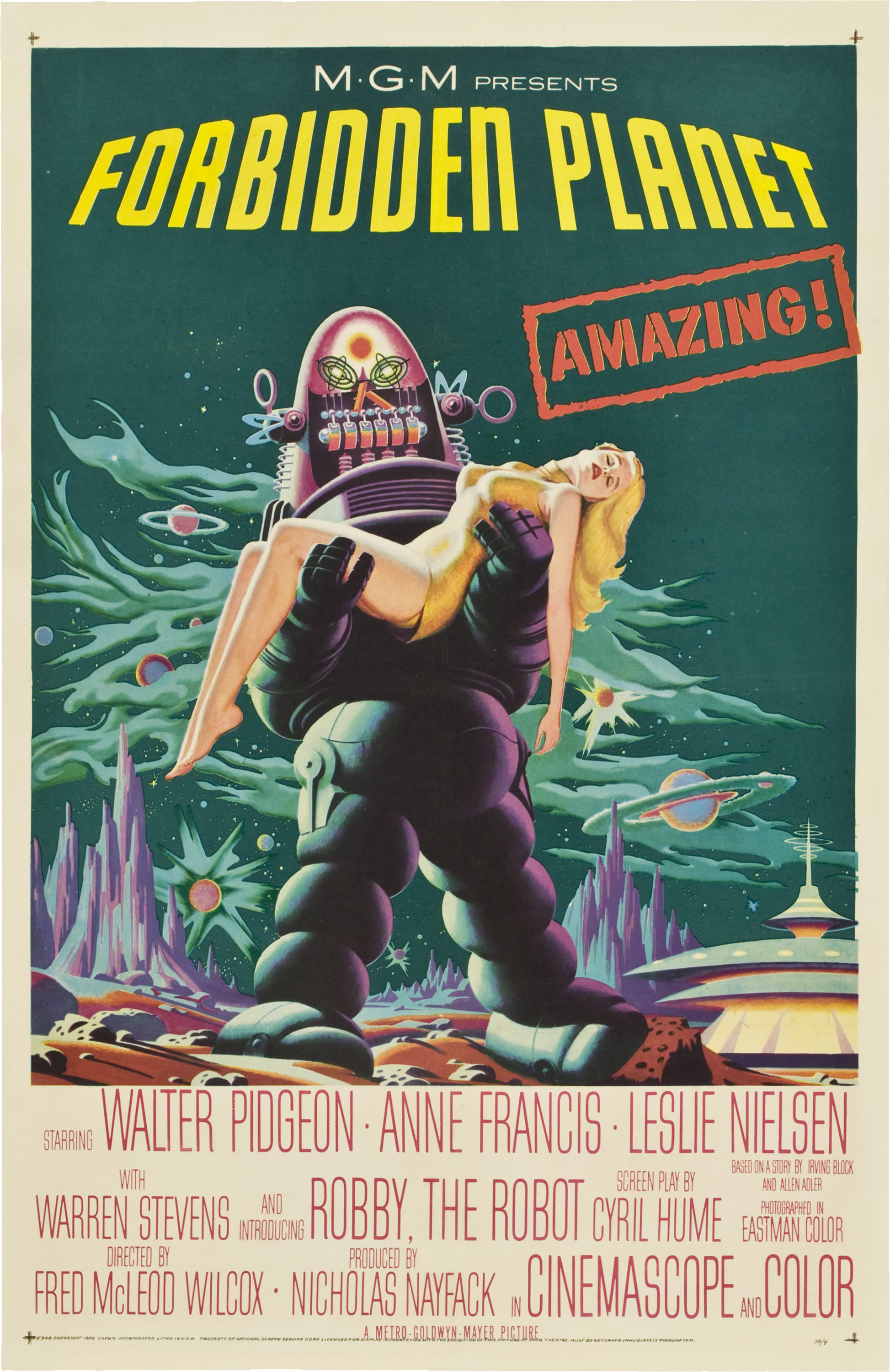
Robby il robot nella locandina del film Il pianeta proibito

Nelle opere di fantascienza l'intelligenza artificiale è un tema ricorrente, come semplice elemento narrativo o come argomento centrale della storia. Generalmente è presentata sotto forma di computer avanzati, robot o androidi. Il tema è spesso legato a quello classico della ribellione della macchina, in cui un computer (nella maggior parte dei casi senziente) si rivolta contro gli esseri umani che l'avevano costruito.
Tra i computer senzienti rientrano ad esempio Multivac, presente in alcuni racconti di Isaac Asimov, paragonabile ai moderni sistemi di grid computing, e HAL 9000 del film 2001: Odissea nello spazio (1968) di Stanley Kubrick. Invece Pensiero Profondo, nella Guida galattica per autostoppisti, è un'intelligenza artificiale capace di fornire la risposta alla "domanda fondamentale sulla vita, l'universo e tutto quanto". Nella serie cinematografica di Terminator, il supercomputer Skynet è presentato come un evolutissimo insieme di network che, costruiti dal Dipartimento della difesa degli Stati Uniti verso la fine della guerra fredda, finiranno per divenire un insieme autocosciente e intraprendere, al comando di un esercito di robot e cyborg, una spietata guerra per lo sterminio della specie umana. Nel film Matrix le macchine intelligenti tengono in schiavitù miliardi di esseri umani, per trarre da essi energia elettrica.
I robot o androidi senzienti sono anch'essi un classico. Nell'ipotesi che le macchine possano man mano diventare più simili agli esseri umani, gli autori hanno ipotizzato macchine con enorme capacità di calcolo e dotate di personalità. I "robot positronici" come il robot R. Daneel Olivaw del romanzo Fondazione, Marvin l'androide paranoico, R2-D2 e C-3PO di Guerre stellari, Data di Star Trek: The Next Generation e Chappie di Humandroid sono solo alcuni esempi tra i più noti. Queste macchine si distinguono dai semplici robot per una personalità spiccata e "umanizzata", resa possibile da un'intelligenza artificiale estremamente evoluta.
Ne Il grande ritratto di Dino Buzzati del 1960 s'immagina un'intelligenza artificiale grande come una città e in grado di manipolare gli esseri umani. In ambito musicale, band italiane come i Calibro 35 e gli Eterea Post Bong Band hanno creato dischi concept sul tema, facendo rappare un'intelligenza artificiale o parlando dell'evoluzione del rapporto uomo-macchina.
Oltre al mondo del cinema, anche la televisione, i cartoni animati, i fumetti e i videogiochi hanno sfruttato in modo massiccio il tema dell'intelligenza artificiale.

## Regolamentazione

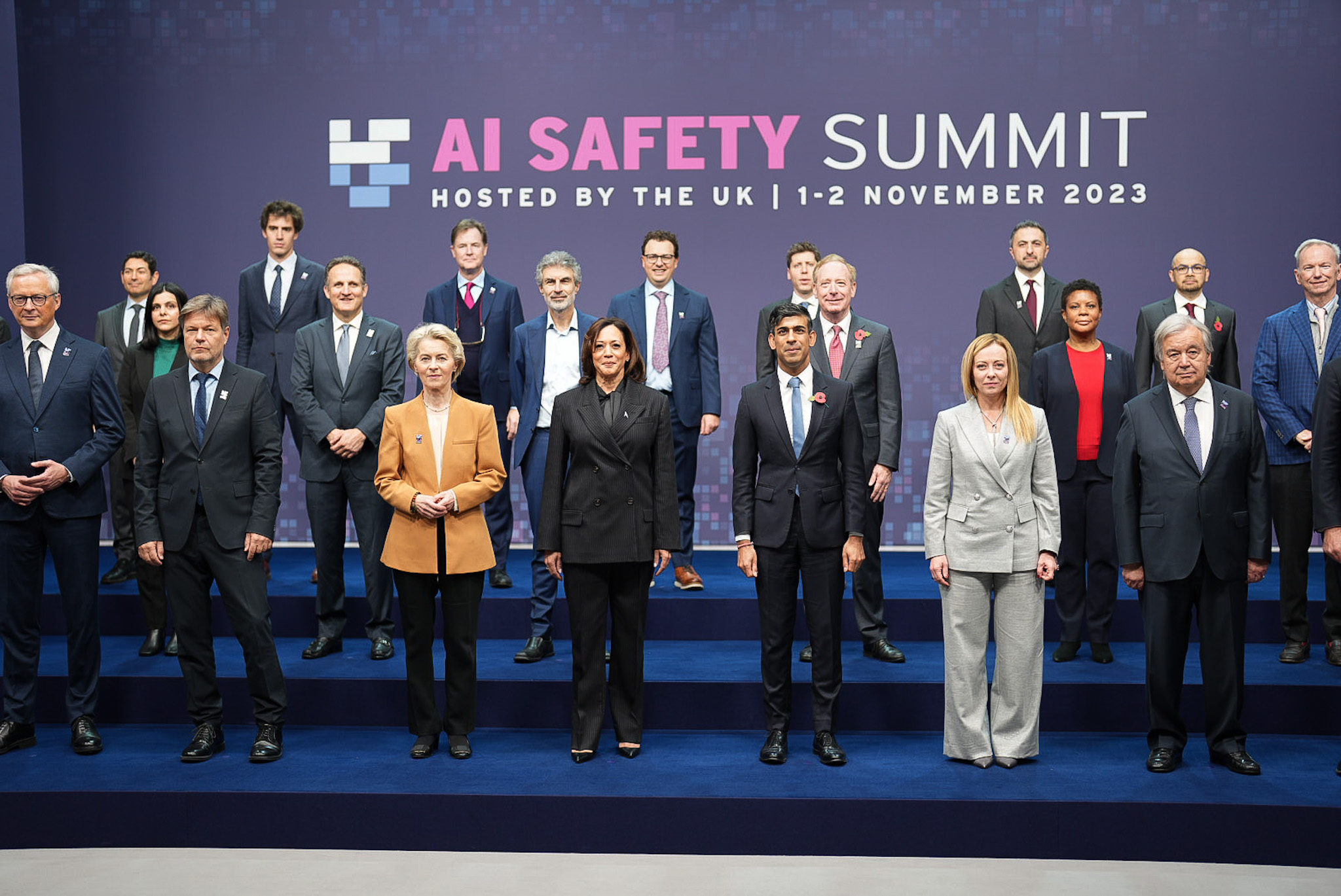
Il primo vertice globale sulla sicurezza dell’intelligenza artificiale si è tenuto nel 2023 con una dichiarazione che invitava alla cooperazione internazionale.

### G7
Il 30 ottobre 2023 i membri del G7 nel contesto del Processo di Hiroshima, sottoscrivono undici principi guida per la progettazione, produzione e implementazione di sistemi di intelligenza artificiale avanzati. Su contributo ispiratore dell'OCSE, raggiungono un accordo sui principi guida internazionali per gli sviluppatori di intelligenza artificiale e stilano il Codice di condotta volontario internazionale per i sistemi avanzati di Intelligenza Artificiale un codice di condotta volontario per gli sviluppatori dell'intelligenza artificiale.

### Unione europea

#### Codice etico UE per l'intelligenza artificiale
Partendo dalla premessa per cui i governi devono garantire l'impiego dell'intelligenza artificiale nel massimo rispetto dell'etica, nell'aprile del 2019, l'Unione Europea ha elaborato il suo codice etico, che contiene le linee guida su utilizzo e sviluppo di sistemi di intelligenza artificiale. Il documento, che è stato predisposto da un gruppo di 52 esperti, rappresentati da informatici, ingegneri ma anche giuristi, filosofi, industriali, matematici, ha avuto un iter lungo e varie fasi di approfondimento.
Il punto di partenza dell'intero documento, e di tutti i principi giuridici che ne sono scaturiti, è che l'intelligenza artificiale deve avere l'uomo al centro e deve essere al servizio del bene comune per migliorare il benessere e garantire la libertà. Per prima cosa, il gruppo di esperti ha identificato le fondamenta giuridiche sulle quali il codice dovesse poggiare ricercandole nei Trattati UE, nella Carta dei Diritti e nella legge internazionale dei Diritti Umani. Da questa analisi sono stati individuati quei diritti inderogabili che, nell'Unione Europea, devono essere rispettati per l'intelligenza artificiale, vale a dire:
- Rispetto per la dignità dell'uomo
- Libertà dell'individuo
- Rispetto per la democrazia e per la giustizia
- Eguaglianza e non discriminazione
- Diritti dei cittadini

A questo punto è stato possibile dare indicazioni su quali fossero i principi etici da seguire nell'Unione per garantire che i sistemi di intelligenza artificiale siano sfruttati in modo affidabile, ovvero rispetto per l'autonomia dell'uomo, prevenzione del danno, equità e correttezza.
L'ultima fase di lavoro del gruppo di esperti è stata quella di redigere le linee guida UE del codice etico cui aziende, ricercatori e le comunità in generale dovranno attenersi e che rappresentano la traduzione operativa e la sintesi dei diritti fondamentali e dei principi sopra elencati.

##### Linee guida
- Supervisione umana: l'intelligenza artificiale deve essere al servizio dell'uomo e non deve invece ridurne, limitarne o fuorviarne l'autonomia; inoltre, non devono essere sviluppati sistemi che mettano a rischio i diritti fondamentali dell'uomo. La persona deve restare autonoma e in grado di supervisionare il sistema stesso.
- Solidità tecnica e sicurezza: gli algoritmi devono essere affidabili e sviluppati in modo tale che la sicurezza non venga messa in pericolo durante l'intero ciclo di vita del sistema.
- Privacy e governance dei dati: i cittadini devono sempre essere informati dell'utilizzo dei propri dati personali nel massimo rispetto della normativa UE sulla privacy per l'intero ciclo di vita del sistema che fa uso dell'intelligenza artificiale.
- Trasparenza: significa tracciabilità dei sistemi di intelligenza artificiale. Tutti i dati utilizzati, inclusi gli algoritmi, vanno documentati; solo così si potranno capire i motivi per cui, ad esempio, una decisione basata sull'intelligenza artificiale è stata presa in modo errato.
- Diversità, assenza di discriminazione, correttezza: i sistemi di intelligenza artificiale devono prendere in considerazione tutte le capacità e le abilità umane, garantendo l'accessibilità a tutti.
- Benessere sociale e ambientale: i sistemi di intelligenza artificiale devono essere utilizzati per sostenere cambiamenti ambientali positivi e perseguire obiettivi di sviluppo sostenibile.[146]
- Responsabilità: devono essere adottati meccanismi di responsabilità nel riportare i dati e gli algoritmi utilizzati nei sistemi di intelligenza artificiale. Questo processo di valutazione consente di minimizzare eventuali impatti negativi.

##### Artificial Intelligence Act
Il 21 maggio 2024 il Consiglio dell'Unione europea ha approvato un apposito regolamento noto anche come Legge sull'intelligenza artificiale, che mira ad introdurre un quadro normativo e giuridico comune classificando e regolamentando le applicazioni dell'intelligenza artificiale in base al rischio di causare danni ai cittadini. Questa classificazione rientra principalmente in tre categorie: pratiche vietate, sistemi ad alto rischio e altri sistemi.
Le pratiche vietate sono quelle che impiegano l'intelligenza artificiale per provocare manipolazioni subliminali o sfruttare le vulnerabilità delle persone che possono provocare danni fisici o psicologici, per fare un uso indiscriminato dell'identificazione biometrica remota in tempo reale negli spazi pubblici ad opera delle forze dell'ordine o per utilizzare "punteggi sociali" derivati dall'intelligenza artificiale da parte delle autorità per colpire ingiustamente individui o gruppi. Il regolamento vieterebbe completamente questi ultimi, mentre per i primi tre viene proposto un regime di autorizzazione.
I sistemi ad alto rischio, secondo il regolamento proposto, sono quelli che pongono minacce significative alla salute, alla sicurezza o ai diritti fondamentali delle persone. Richiedono una valutazione di conformità obbligatoria, intrapresa come autovalutazione da parte del fornitore, prima di essere immessi sul mercato. Applicazioni particolarmente critiche, come quelle per i dispositivi medici, richiedono che l'autovalutazione del fornitore ai sensi del regolamento sull'intelligenza artificiale venga presa in considerazione dall'organismo notificato che conduce la valutazione ai sensi delle normative dell'Unione Europea esistenti, come il regolamento sui dispositivi medici.
La legge propone inoltre l'introduzione di un Comitato Europeo per l'intelligenza artificiale per promuovere la cooperazione internazionale e garantire il rispetto del regolamento.

#### In Italia
Nel 2023, l'Autorità garante per la protezione dei dati personali ha approvato un regolamento che prevede tre principi per le decisioni terapeutiche assunte da sistemi automatizzati: trasparenza dei processi decisionali, supervisione umane delle decisioni automatizzate e non discriminazione algoritmica.

### Svizzera
Nel 2023 l'incaricato federale della protezione dei dati e della trasparenza (IFPDT) ha ribadito in forma scritta che la legge sulla protezione dei dati si applica anche all'intelligenza artificiale.

### Stati Uniti d'America
Nel marzo 2023 Google ha proposto un'agenda digitale per la definizione di un'intelligenza responsabile, che prevede fra l'altro il rispetto delle normative vigenti in tema di privacy e sicurezza informatica.
Nel maggio 2023 il vice presidente di Microsoft Brad Smith ha chiesto di firmare un ordine esecutivo che obblighi tutte le società informatiche statunitensi ad adottare gli standard del National Institute of Standards and Technology (NIST), che è incaricato di analizzare i loro rapporti annuali. La regolamentazione prevede l'obbligo di arrestare l'intelligenza artificiale nei casi di emergenza.
Nel luglio 2023 l'amministrazione di Joe Biden e le maggiori aziende informatiche del settore (tra cui Alphabet, Microsoft, Meta, Anthropic e OpenAI) raggiungono un accordo che prevede una serie di regole alle quali single operatori sono liberi da aderire su base volontaria, in attesa dell'approvazione di una regolamentazione vincolante da parte del Congresso USA.
Uno dei primi punti che le aziende di settore si sono dette pronte a introdurre è quello relativo alle filigrane che dovrebbero identificare inequivocabilmente testo, video, audio e immagini generate dall'Intelligenza Artificiale.
Nel luglio 2023 Anthropic, Google, Microsoft e OpenAI hanno dato vita al Frontier Model Forum. A partire dal 2024 lo sviluppo della intelligenza artificiale è stato indirizzato alla mitigazione e all’adattamento ai cambiamenti climatici, alla diagnosi precoce e la prevenzione del cancro. Secondo il presidente di Microsoft Brad Smith, le aziende produttrici di modelli di frontiera hanno il compito di garantire che questa tecnologia "sia sicura, protetta e rimanga sotto il controllo umano".
Il 30 ottobre 2023 il presidente Biden firma un ordine esecutivo che obbliga gli sviluppatori dell'intelligenza artificiale a condividere i propri test di sicurezza con il governo prima di rendere pubblici i loro software.
Il National Institute of Standards and Technology stabilisce lo standard per lo svolgimento di questi test di sicurezza. il dipartimento per il commercio sviluppa le linee guida e la filigrana per l'autenticazione dei contenuti generati con l'intelligenza artificiale che trova impiego "nelle sentenze, nella libertà condizionale e nella libertà vigilata, nella scarcerazione e nella detenzione preventiva, nelle valutazioni dei rischi, nella sorveglianza, nella previsione del crimine, nella polizia predittiva e nell'analisi forense".